# Brugherio
Brugherio (Brughee in dialetto monzese, AFI: [bryˈɡeː]) è un comune italiano di 35 391 abitanti della provincia di Monza e della Brianza.
Paese più meridionale della provincia, è un centro di medio-piccola importanza nell'area nord-est di Milano ed è rimasto per secoli un centro agricolo caratterizzato da una forte attenzione alla religione: ne è l'esempio più evidente la devozione verso le reliquie dei Magi poste nella parrocchiale di San Bartolomeo.
Dal punto di vista economico, Brugherio subì un notevole sviluppo urbanistico e sociale in seguito al boom economico di metà Novecento con l'espansione a sud verso Cologno (con la realizzazione del centro edilizio Edilnord, di proprietà di Silvio Berlusconi) e verso ovest (con la progressiva realizzazione del cosiddetto "Quartiere ovest") e assumendo così il volto con cui si presenta tutt'oggi.
Da ricordare, a Brugherio, la presenza del tempietto di San Lucio in località Moncucco, trasportato pietra su pietra da Lugano per volontà di Gianmario Andreani; la Villa Sormani-Andreani, da cui Paolo Andreani effettuò il primo volo aerostatico in mongolfiera nei cieli d'Italia; e, dal punto di vista naturalistico, il parco comunale di Villa Fiorita e quello di Increa dove è presente un lago artificiale, creato a seguito di alcuni scavi.

## Geografia fisica

### Territorio

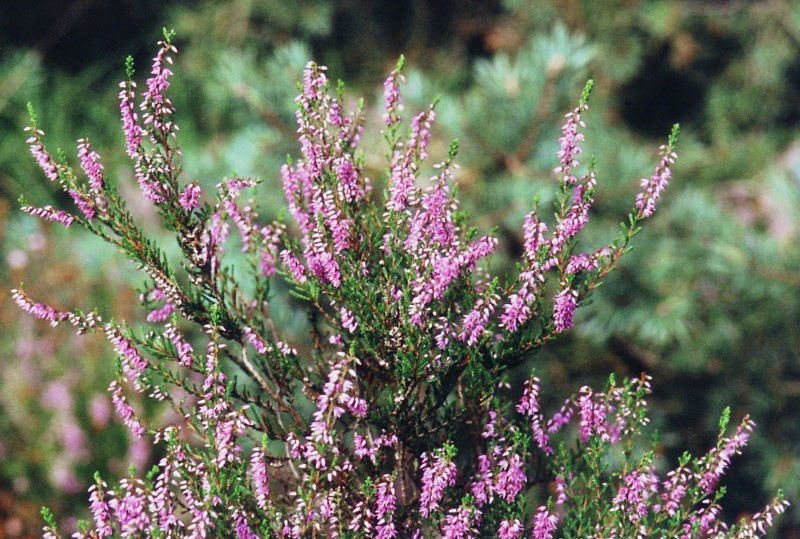
Esempio di Calluna vulgaris, cioè brugo.

Il territorio di Brugherio geologicamente si posiziona nell'ambito della pianura asciutta, che quindi presenta un territorio omogeneo, caratterizzato da elementi ghiaiosi e, come ricorda Giacomo Bassi, «il territorio, totalmente pianeggiante e privo di rilievi, è di origine glaciale e alluvionale». Dal punto di vista idrografico, sulla parte occidentale del territorio scorre il Lambro, motivo per cui il Comune di Brugherio aderisce al consorzio del Parco Media Valle del Lambro. Sul versante settentrionale, nelle frazioni di San Damiano e Sant'Albino, scorre buona parte del Canale Villoresi. È infine presente, al confine con Cernusco sul Naviglio, il Parco Increa, che si sviluppa intorno ad una cava un tempo luogo d'estrazione di sabbia e ghiaia, ed ora invece ricoperta da un laghetto.

### Clima
Fino agli anni Novanta, le temperature medie annue dell'aria oscillavano tra i 12 e i 14 °C. Successivamente, a causa del riscaldamento globale ed alla calotta termica che si è venuta ad accentuare nella Pianura Padana, molti dei fenomeni atmosferici tipici di quest'area, specialmente nelle zone urbanizzate nei dintorni di Milano, quali le foschie e le nebbie mattutine, sono diminuiti, pur rimanendo tipiche delle aree rurali. I dati termici sono stati elaborati dal Servizio meteorologico dell'Aeronautica Militare, dalla Stazione meteorologica di Milano-Linate, in riferimento all'anno 2018:
| Milano-Linate      | Mesi | Mesi | Mesi | Mesi | Mesi | Mesi | Mesi | Mesi | Mesi | Mesi | Mesi | Mesi | Stagioni | Stagioni | Stagioni | Stagioni | Anno |
| Milano-Linate      | Gen  | Feb  | Mar  | Apr  | Mag  | Giu  | Lug  | Ago  | Set  | Ott  | Nov  | Dic  | Inv      | Pri      | Est      | Aut      | Anno |
| ------------------ | ---- | ---- | ---- | ---- | ---- | ---- | ---- | ---- | ---- | ---- | ---- | ---- | -------- | -------- | -------- | -------- | ---- |
| T. max. media (°C) | 15   | 11   | 18   | 28   | 30   | 33   | 34   | 35   | 31   | 29   | 18   | 18   | 14,7     | 25,3     | 34       | 26       | 25   |
| T. media (°C)      | 6    | 4    | 8    | 16   | 19   | 24   | 26   | 25   | 21   | 16   | 11   | 4    | 4,7      | 14,3     | 25       | 16       | 15   |
| T. min. media (°C) | −2   | −5   | −3   | 3    | 11   | 16   | 18   | 14   | 8    | 6    | 0    | −4   | −3,7     | 3,7      | 16       | 4,7      | 5,2  |

## Origini del nome
Il nome Brugherio deriva da brugo e dalla relativa brughiera, con la sua vegetazione caratterizzata da scoperti, sterpi e ginestrone, che era ed è tuttora frequente nell'alta pianura padana. Anticamente la parola brugario indicava la terra comune come Baragia; che in seguito venne suddivisa tra Monza, Vimercate e Cologno. Lo stemma del Comune rappresenta il relativo arbusto.

## Storia

### Dal Tardo Antico al Medioevo

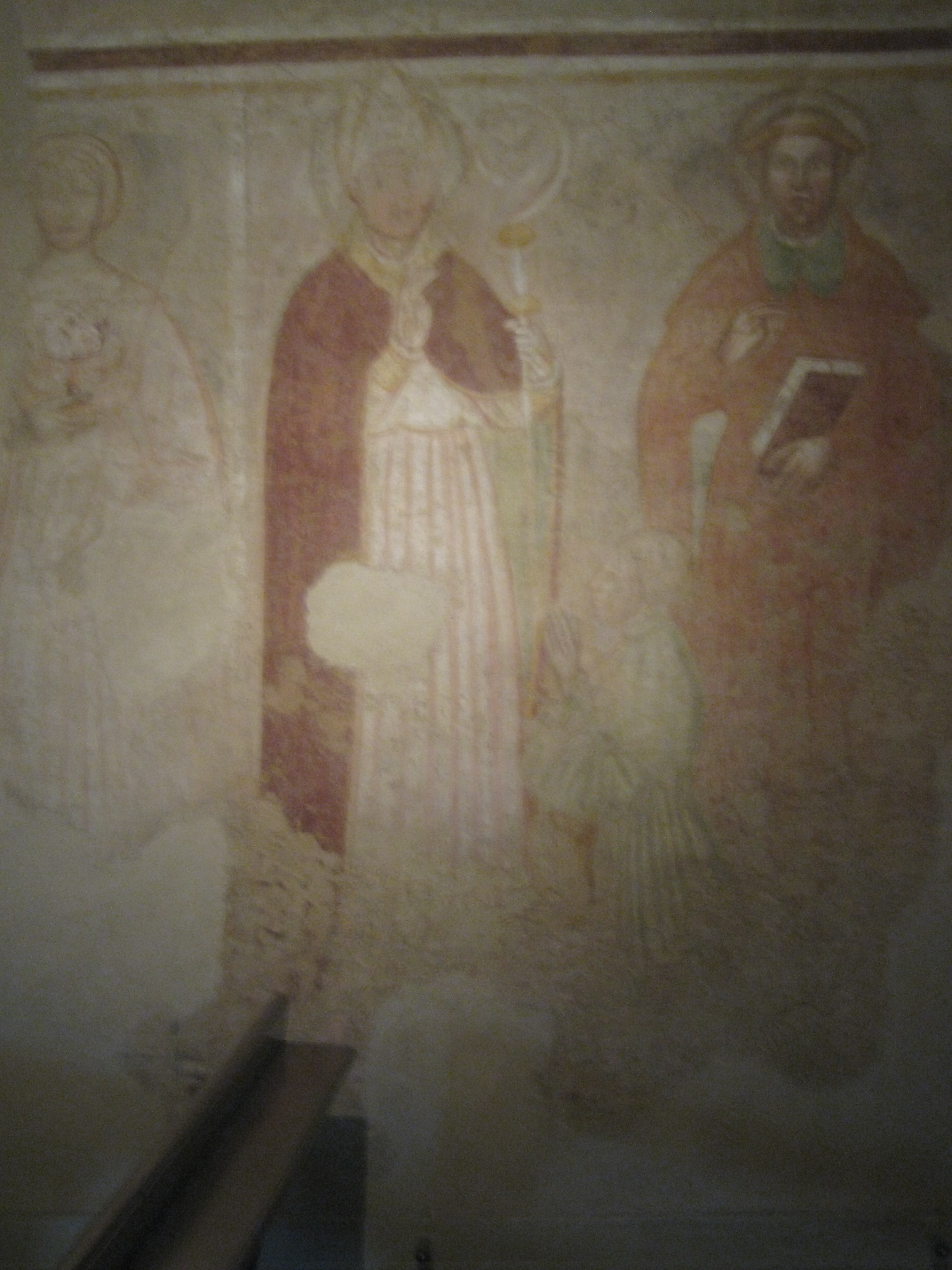
Affresco situato sulla parete destra della chiesa di Sant'Ambrogio, raffiguranti: santa Marcellina, sant'Ambrogio e san Satiro

Le prime informazioni su Brugherio risalgono al IV secolo, quando fu attestata la presenza di una villa tardoromana appartenente, secondo la tradizione, a sant'Ambrogio (che avrebbe donato alla sorella Marcellina parte delle reliquie dei Re Magi, tutt'oggi conservate presso la parrocchiale di San Bartolomeo), villa situata sull'importante rete commerciale che collegava Bordeaux con Aquileia, la cosiddetta via Burdigalense.
Nel Medioevo erano attestati i due nuclei di Noxiate e Octavum oltre a quello di "Barazia", cui si aggiungevano delle celle monastiche in località San Damiano, appartenenti alla basilica di Sant'Ambrogio. Coinvolta prima nelle guerre tra Visconti e Torriani, all'alba della dominazione spagnola Brugherio risultava divisa tra Monza, Vimercate e la pieve di Gorgonzola per la parte meridionale: solo la creazione di una parrocchia comune nel 1578, per volontà dell'arcivescovo di Milano e cardinale Carlo Borromeo, permise un certo senso di comunitarietà tra le varie realtà amministrative.

### L'età moderna e contemporanea
Divenuto un centro di villeggiatura notevole (si ricordino Villa Sormani-Andreani; Villa Noseda), nel 1784 ospitò il primo volo aerostatico organizzato dal conte Paolo Andreani, che partì dalla Villa Sormani di Moncucco. Importante per la storia della realtà brugherese di fine '700 fu la testimonianza scritta del parroco don Antonio De Petri il quale, in un manoscritto, descrisse la parrocchia con le varie cascine. 

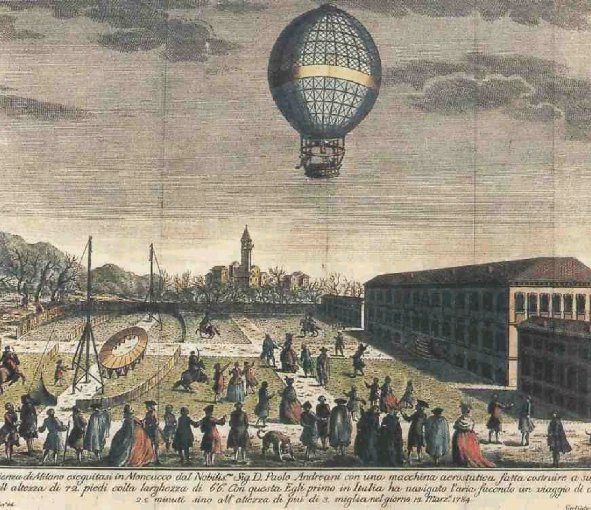
L'ascensione di Paolo Andreani da Moncucco

Dopo varie vicissitudini amministrative legate al periodo napoleonico, Brugherio vide la partecipazione di alcuni suoi cittadini ai moti del '48 e all'insurrezione mazziniana del 1853, ma anche attività edilizie significative, quali la ricostruzione del tempietto di San Lucio "pietra su pietra" da Lugano fino a Moncucco per via lacustre e poi fluviale, e nel 1854 da parte di Giacomo Moraglia della ricostruzione della parrocchiale di San Bartolomeo.
Il 9 dicembre 1866, finalmente, unificato amministrativamente sotto il banchiere e possidente terriero Giovanni Noseda, tramite la fusione dei Comuni di Moncucco, Baraggia e San Damiano, più parti dei comuni di Monza, Sesto San Giovanni e Cernusco Asinario, ebbero inizio le vicende del Comune di Brugherio che, nel corso della seconda metà dell'800, fu gestito da una classe di possidenti terrieri che monopolizzarono la vita pubblica. Nonostante ciò, fu durante questo periodo ed il primo decennio del Novecento che furono attuate una serie di politiche agricole ed urbanistiche volte a migliorare l'aspetto della città: nel 1880 aprì la tratta tranviaria Milano-Vimercate, mentre nel 1884 si vide l'inaugurazione della seconda tratta del Canale Villoresi. Inoltre, sul finire del secolo, aprirono vari opifici che segnarono in parte la fine dell'egemonia agricola sul territorio.
Uscito dall'esperienza della Grande guerra con il sindaco Giovanni Santini (1914-1919), il Comune fu poi amministrato, sotto il Ventennio, dal podestà Ercole Balconi (1926-1943), che modernizzò alcuni aspetti sociali e industriali locali, facendo passare la città da una condizione prevalentemente agricola ad una protoindustriale. Centro propulsore della lotta partigiana, Brugherio fu poi coinvolto nel boom economico che gli diede l'aspetto di una città fornita di servizi e di industrie secondo la geografia umana propria dell'hinterland milanese. Particolarmente importanti furono i mandati dei sindaci democristiani Antonio Meli (1951-1961) ed Ettore Giltri (1965-1975) e del primo sindaco comunista Giuseppe Cerioli (1975-1985) quando Brugherio vide la costruzione di numerose scuole, di vari impianti industriali e la creazione di nuove realtà residenziali ad opera di ditte operanti nel territorio (Lanificio Marzotto, Falck) o ad opera di privati, quali il giovane imprenditore edile Silvio Berlusconi con l'Edilnord.

### Simboli
Lo stemma della Città di Brugherio è stato concesso con regio decreto del 12 febbraio 1930 e il gonfalone con il decreto del presidente della Repubblica del 5 agosto 1966.
Stemma
(R.D. 12.02.1930)
Gonfalone
(D.P.R. 05.08.1966)

### Onorificenze
Con D.P.R. del 27 gennaio 1967, al Comune di Brugherio è stato concesso il titolo di Città.

## Monumenti e luoghi d'interesse

### Architetture religiose

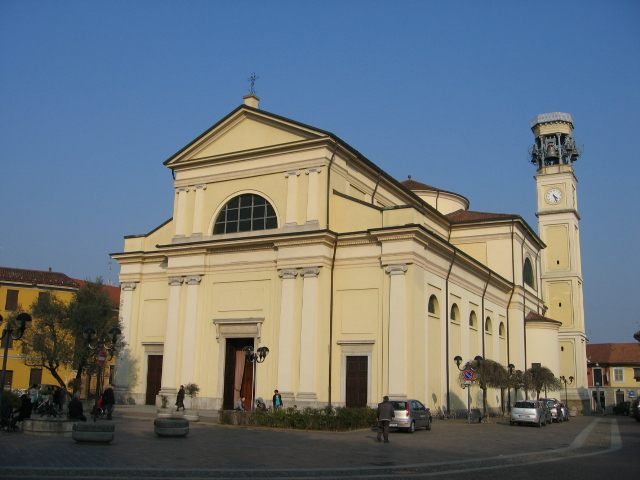
Esterno della chiesa di San Bartolomeo.

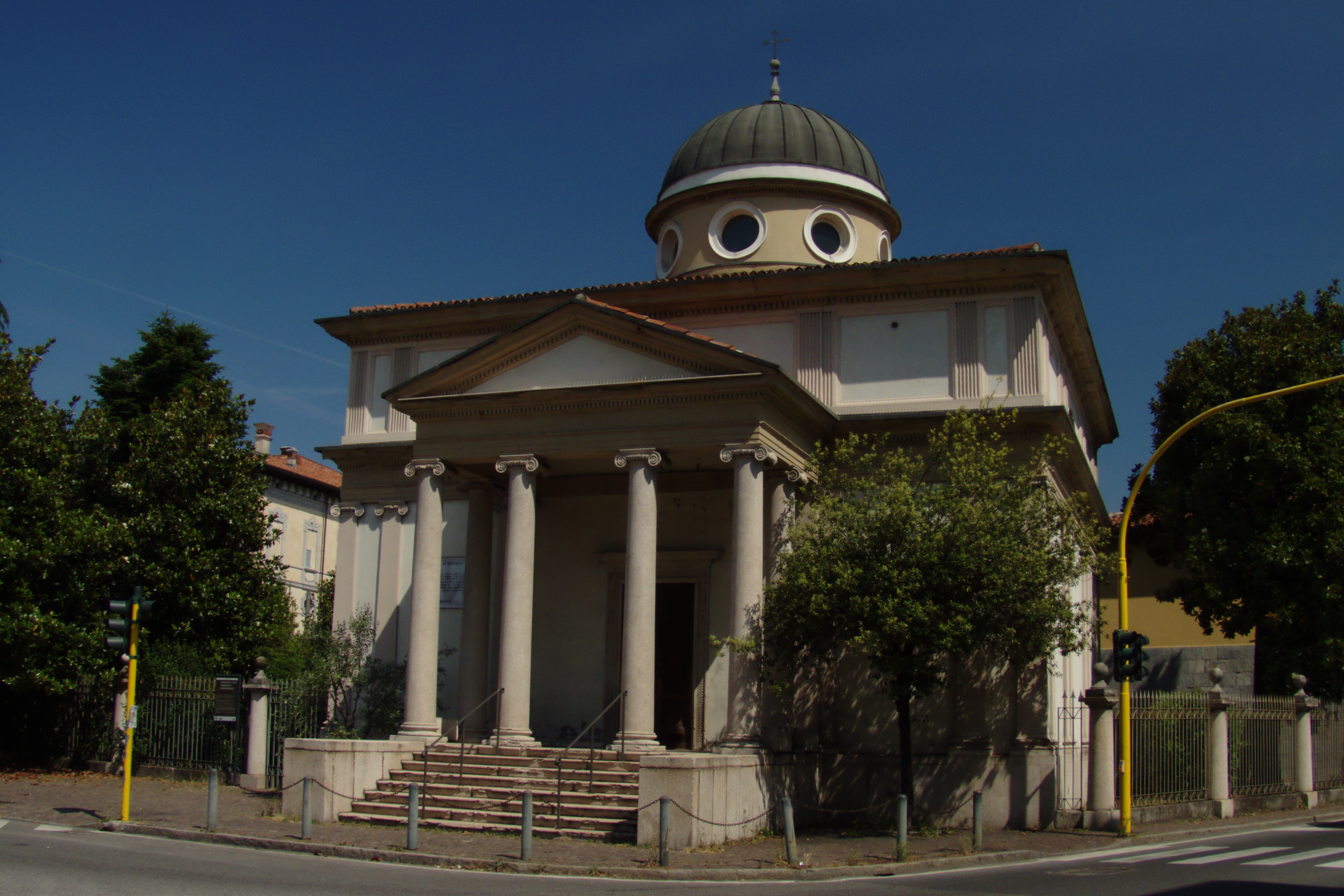
Chiesa di San Lucio, conosciuta anche come il tempietto di Moncucco.

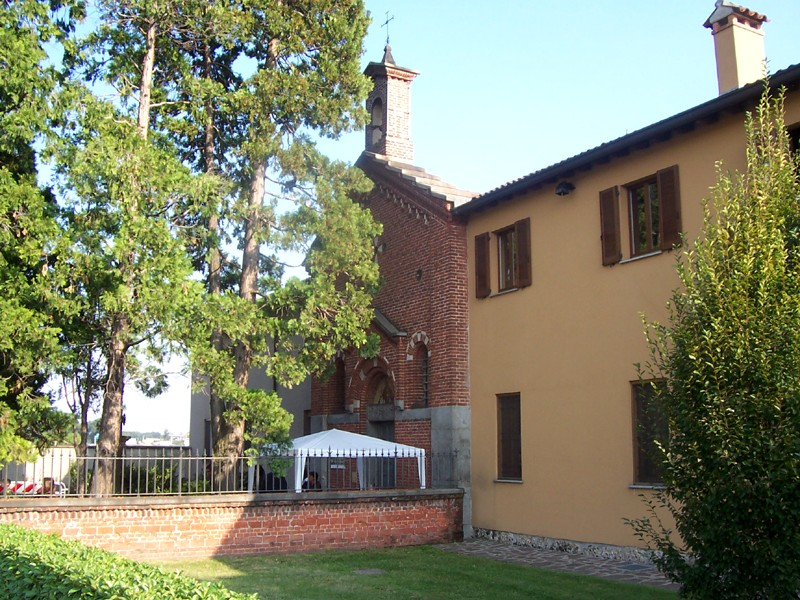
Chiesetta di Sant'Ambrogio, annessa al complesso colonico dell'omonima cascina.

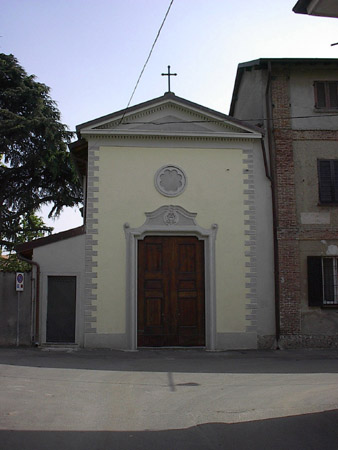
Chiesa di Sant'Anna.

- Chiesa parrocchiale di San Bartolomeo, consacrata nel 1578 da san Carlo Borromeo, cardinale arcivescovo di Milano, sul luogo ove sorgeva un'altra chiesa più antica. L'attuale campanile fu innalzato tra il 1751 e il 1771[25]. La chiesa venne ampliata nel XIX secolo, su disegno dell'architetto Giacomo Moraglia, e ancora nel 1938. L'edificio è a tre navate, con volte affrescate dai pittori Valtorta, Mariola e Cranchi. Dietro l'altare maggiore un reliquiario d'argento seicentesco conserva le reliquie dei Re Magi, che vengono esposte durante l'Epifania[26].
- Chiesa parrocchiale di San Carlo, situata nella parte ovest della città ed è il punto di riferimento religioso di quell'area della Comunità Pastorale "Epifania del Signore". Realizzata dagli architetti Alberto Brivio, Ferdinando Caprotti e Carlo Magni su volontà dell'allora parroco di Brugherio Franco Perlatti, la chiesa fu consacrata dal cardinale Carlo Maria Martini, arcivescovo di Milano, il 27 aprile 1996[27].
- Chiesa di San Lucio, è una piccola chiesa dedicata a san Lucio[28] che oggi si trova accanto a Villa Sormani. Originariamente cappella di Sant'Antonio da Padova facente parte del convento dei francescani di Lugano, fu traslata tra il 1815/17 e il 1832 a Brugherio dall'architetto Giocondo Albertolli, come tempietto di famiglia per gli Andreani e i Sormani. Pregevole esempio di struttura classicheggiante il tempietto, adornato all'interno da vari medaglioni di epoca tardo-rinascimentale lombarda, si può ammirare lungo viale Lombardia[29].
- Chiesa di Santa Margherita, oratorio del sedicesimo secolo, dedicato a santa Margherita di Antiochia, che si trova nella frazione Cassina Baraggia. Annessa a Villa Brivio, di cui faceva parte già nel Cinquecento, subì varie modifiche nel corso dei secoli. Presenta una pianta ellittica, mentre all'interno l'altare è arricchito con una tela raffigurante la Crocifissione[30].
- Chiesa di Sant'Ambrogio, sorta su un precedente oratorio annesso ad una villa, è accorpata all'omonima cascina, di cui seguì le varie vicende storiche, dall'arrivo di santa Marcellina fino alla traslazione delle reliquie dei Magi, nel 1613, nella chiesa parrocchiale. Subì vari restauri nel corso del XIX e XX secolo. Conserva alcuni pregevoli affreschi e una copia della Pala di Giusto da Ravensburg, il cui originale fino al 1925 si trovava nella chiesa[31].
- Chiesa di Santa Maria degli Angeli, oratorio della Cascina Guzzina, complesso già esistente nel Cinquecento, situato nella zona sud della città. Nella struttura è riconosciuta una copia della Porziuncola, la celebre chiesetta assisiana. La chiesa presenta, sull'altare, un dipinto raffigurante la Madonna col Bambin Gesù, entrambi presentati con i rispettivi monogrammi. Completamente affrescata, presenta una sola navata[32].
- Chiesa di Santa Maria Immacolata, è stata l'oratorio della Cascina Increa, una delle più antiche di Brugherio. Situata accanto all'ingresso di Villa Tizzoni Ottolini, la chiesa di Santa Maria Immacolata presenta una sola navata con la presenza di una piccola area absidale la cui volta è adornata da affreschi celebranti la Vergine Maria e, al centro, la raffigurazione dello Spirito Santo[33].
- Chiesa parrocchiale di San Paolo. Nella zona sud di Brugherio, nei pressi del centro residenziale Edilnord, è situata la chiesa dedicata a san Paolo di Tarso, realizzata per desiderio del parroco don Franco Perlatti: vista la crescita della popolazione del quartiere in seguito al popolamento del centro residenziale Edilnord e all'immigrazione a Brugherio di molte persone provenienti da altre realtà geografiche. È stata fondata con decreto nel 1971 e consacrata dal cardinale Carlo Maria Martini, arcivescovo di Milano, il 9 marzo 1996[34].
- Chiesa di Sant'Anna. Si trova nella frazione di San Damiano. Popolarmente conosciuta come "geseta de Sant'Anna"[35] sorge nel luogo in cui, nel IX secolo, sorgeva una chiesa già dedicata ai santi Cosma e Damiano[36] come si legge sul fregio sopra il portone. In occasione della visita pastorale di san Carlo Borromeo del 1578, l'arcivescovo decise di demolire l'intera costruzione che era annessa ad un antico monastero. A documentare questa demolizione, esiste una pergamena leggibile, conservata presso la sede dell'Arcidiocesi di Milano[37]. La vecchia chiesa fu sostituita con una nuova nel Settecento. L'attuale chiesa è stata dedicata a sant'Anna, probabilmente, dai proprietari Antonio Parravicini e dalla di lui moglie Isabella Blasi[38].
- Cimitero storico di Brugherio. Costruito nel 1787, come prescriveva la legge era posto fuori dall'abitato. Sorgeva su un terreno di Gaspare Ghirlanda, uno dei più grandi proprietari terrieri dell'epoca. Nel 1894, essendosi esteso l'abitato, venne trasferito più a Nord, lungo il viale Lombardia. L'area destinata alle inumazioni, con recinzione in mattoni e ferro finemente lavorato, è stata funzionante fino alla fine degli anni sessanta[39]. All'interno si trovano la cappella per la celebrazione delle messe e le lapidi che ricordano la sepoltura di sacerdoti e parroci storici di Brugherio, tra cui don Gian Andrea Nova. Non mancano diverse tombe monumentali in pietra e marmo, destinate ad ospitare i resti di personaggi storici quali il sindaco Michele Veladini, il fratello di lui Paolo (acceso patriota) e di altri sindaci e famiglie storiche brugheresi[40].

### Architetture civili

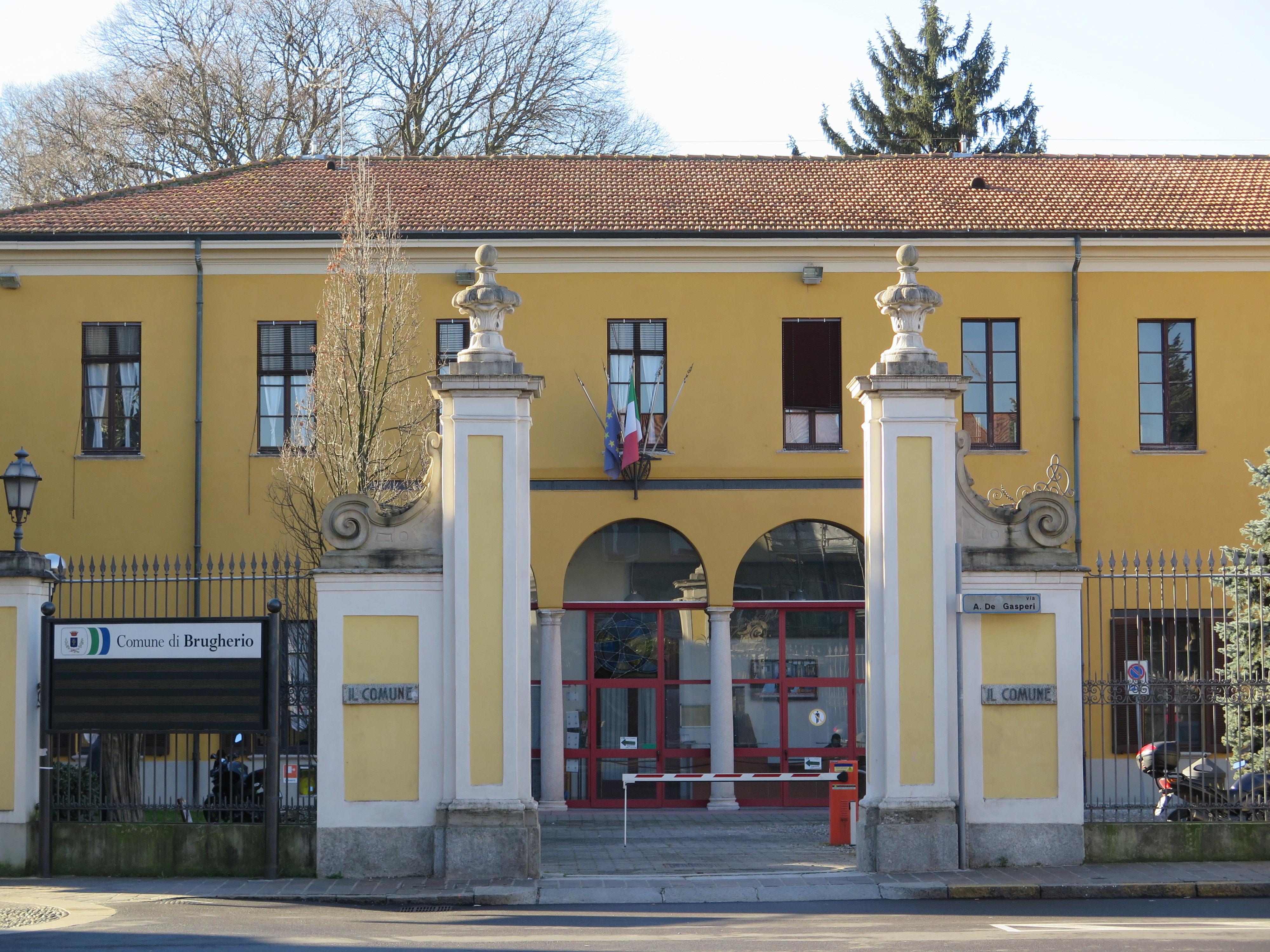
Villa Fiorita a Brugherio - Sede del Municipio.

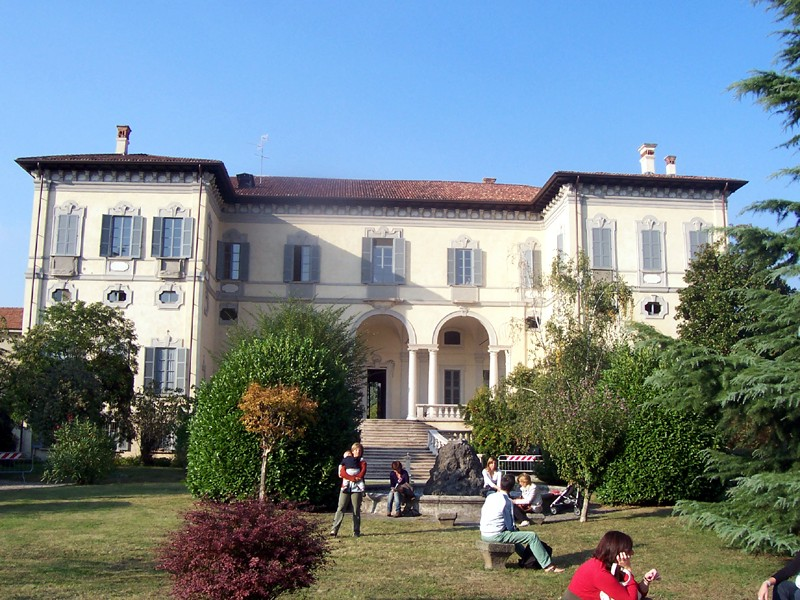
Villa Sormani-Andreani, una delle Ville di Villeggiatura dei nobili milanesi e protagonista del volo in mongolfiera di Paolo Andreani.

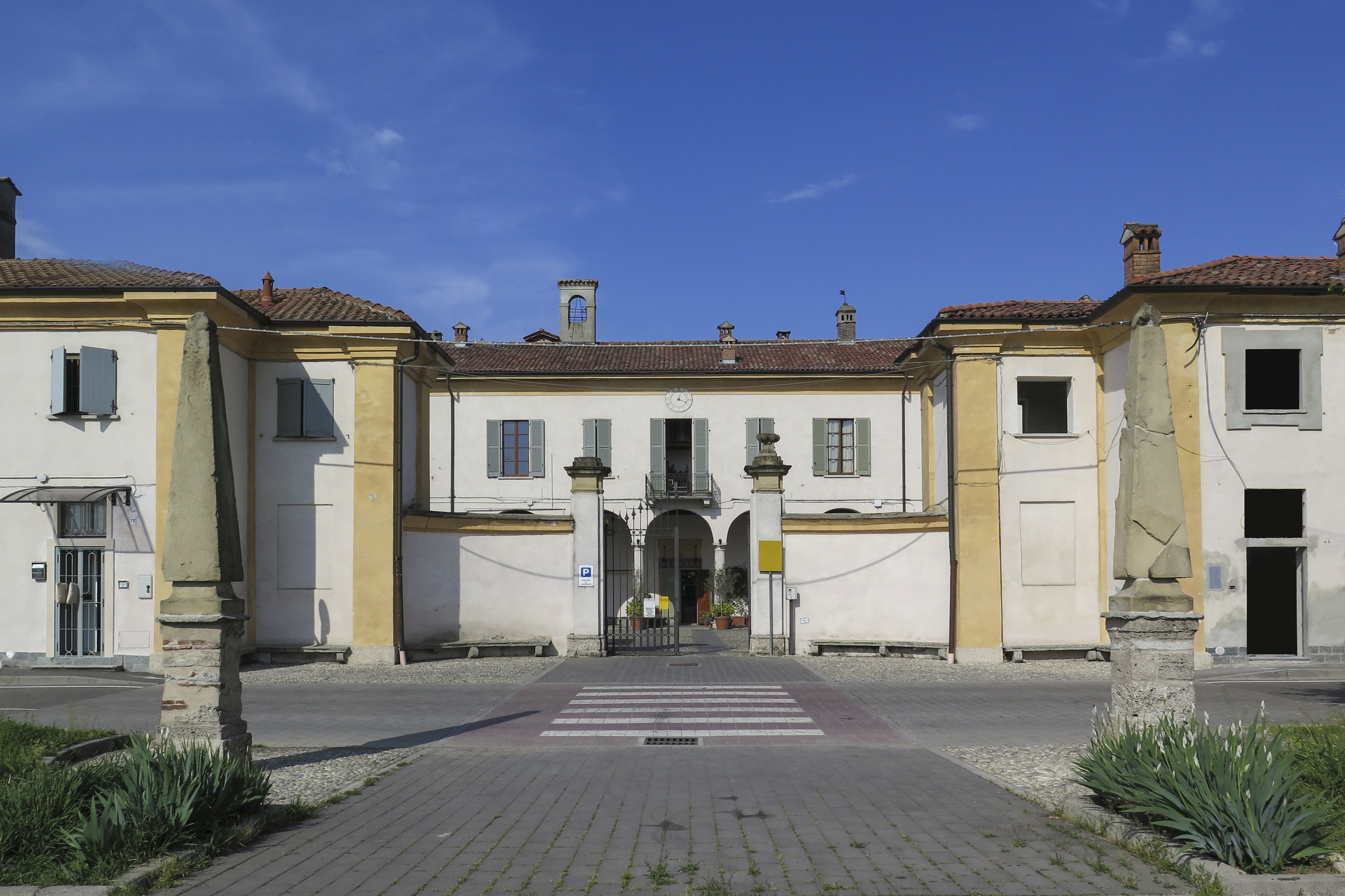
Villa Tizzoni-Ottolini.

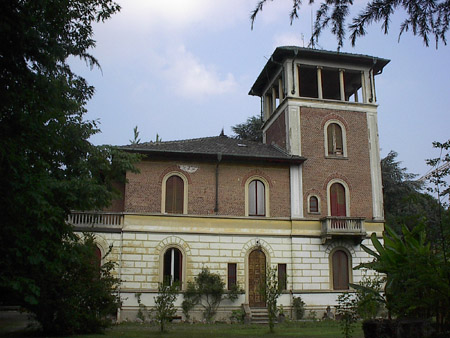
Villa Veladini Marzotto

- Villa Fiorita, nota anche come villa Scotti-Cornaglia-Noseda-Bertani, è una villa storica nobiliare che si trova nell'attuale piazza Cesare Battisti ed è la sede del Comune. È meglio conosciuta come Villa Fiorita, dal nome della clinica privata per malati di mente che ne fu proprietaria dagli anni trenta al 1976. Nella clinica trascorse gli ultimi anni di vita il pittore Filippo de Pisis[41].
- Palazzo Ghirlanda-Silva, palazzo settecentesco del centro cittadino, fino al 1872 di proprietà del patriota risorgimentale Carlo Ghirlanda Silva. Successivamente sede del municipio, dal 1960 una parte dei locali inferiori venne adibita per gli uffici della Biblioteca civica. Dal 1982, in seguito ad una ristrutturazione generale degli interni dell'edificio, Palazzo Ghirlanda fu deputato ad ospitare un'ampliata biblioteca[42].
- Villa Andreani-Sormani, villa appartenuta in passato ai conti Bolagnos, poi Andreani, poi i Sormani-Verri e, nel corso del XX secolo, dalla famiglia Stanzani[5]. Si trova nella frazione di Moncucco. La Villa Sormani è anche il luogo ove Paolo Andreani effettuò, nel 1784, il primo volo in mongolfiera sul suolo italiano. Conserva gradinate esterne e cancellate in stile barocchetto lombardo[43] e ad essa era legata la chiesa di San Lucio in quanto cappella gentilizia.
- Villa Brivio è un edificio del diciottesimo secolo che si trova nella frazione Baraggia. La villa, che è stata in gran parte demolita nel corso degli anni '90 del XX secolo, è di proprietà del comune e ciò che rimane dell'antico complesso ospita attualmente un centro residenziale di terapia psichiatrica[44].
- Villa Tizzoni Ottolini, situata nel complesso architettonico di Cascina Increa dove si trova anche la Chiesa di Santa Maria Immacolata. Chiamata così perché di proprietà prima della famiglia milanese degli Ottolini Visconti e, nel corso della seconda metà dell'Ottocento e della prima metà del Novecento della famiglia cernuschese dei Tizzoni, la villa esisteva già nel Settecento, quando nel catasto carolino-teresiano era di proprietà di Don Emanuele Zumenzù (1721)[45]. Attualmente la villa, ristrutturata dopo decenni di abbandono, è adibita ad uso civile.
- Villa Somaglia-Balconi. Complesso composto da una villa padronale e da alcuni aggregati rustici, separati dalla struttura originaria della villa da via Marsala, che da Moncucco conduce a Carugate. Di proprietà dei Della Somaglia, sul finire dell'Ottocento divenne proprietà della famiglia cernuschese Balconi, famiglia che diede i natali al futuro podestà Ercole. Attualmente è abitata ancora dalle figlie di quest'ultimo[46][47].
- Villa Veladini-Marzotto, situata in una stradina perpendicolare a viale Lombardia, è un esempio di edificio borghese dalla tendenza architettonica eclettica. Costruita intorno al 1910 dalla facoltosa famiglia Veladini, nel 1930 fu acquistata dai Marzotto, destinando così l'abitazione a divenire la residenza del direttore dell'omonima fabbrica in territorio brugherese. Da segnalare la torretta e il balcone in stile neoclassico[48].
- Villa De Capitani Venino. Edificata con pianta ad U, fu realizzata dalla famiglia aristocratica dei De Capitani di Vimercate nel XVIII secolo. Annessa alla Cascina Guzzina, ha un triportico trabeato[47].
- Filanda di Baraggia. Ex edificio industriale situato in via San Francesco d'Assisi 19, ai primi del '900 era una delle quattro filande cittadine (insieme alla Filanda Beretta, in via Tre Re; alla Filanda Santini Ronchi Spada, in via Dante, e alla Filanda Strazza, in via Santa Margherita)[49]. Era chiamata filandùn[50]. Attualmente è proprietà privata, ospita appartamenti e magazzini.

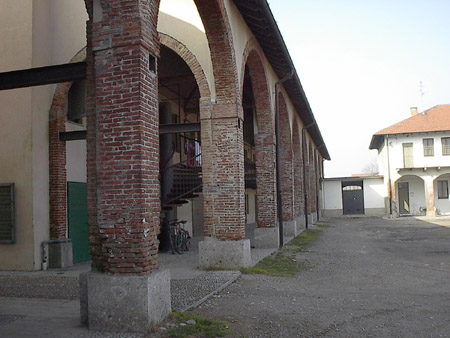
Particolare della corte della Cascina Increa.

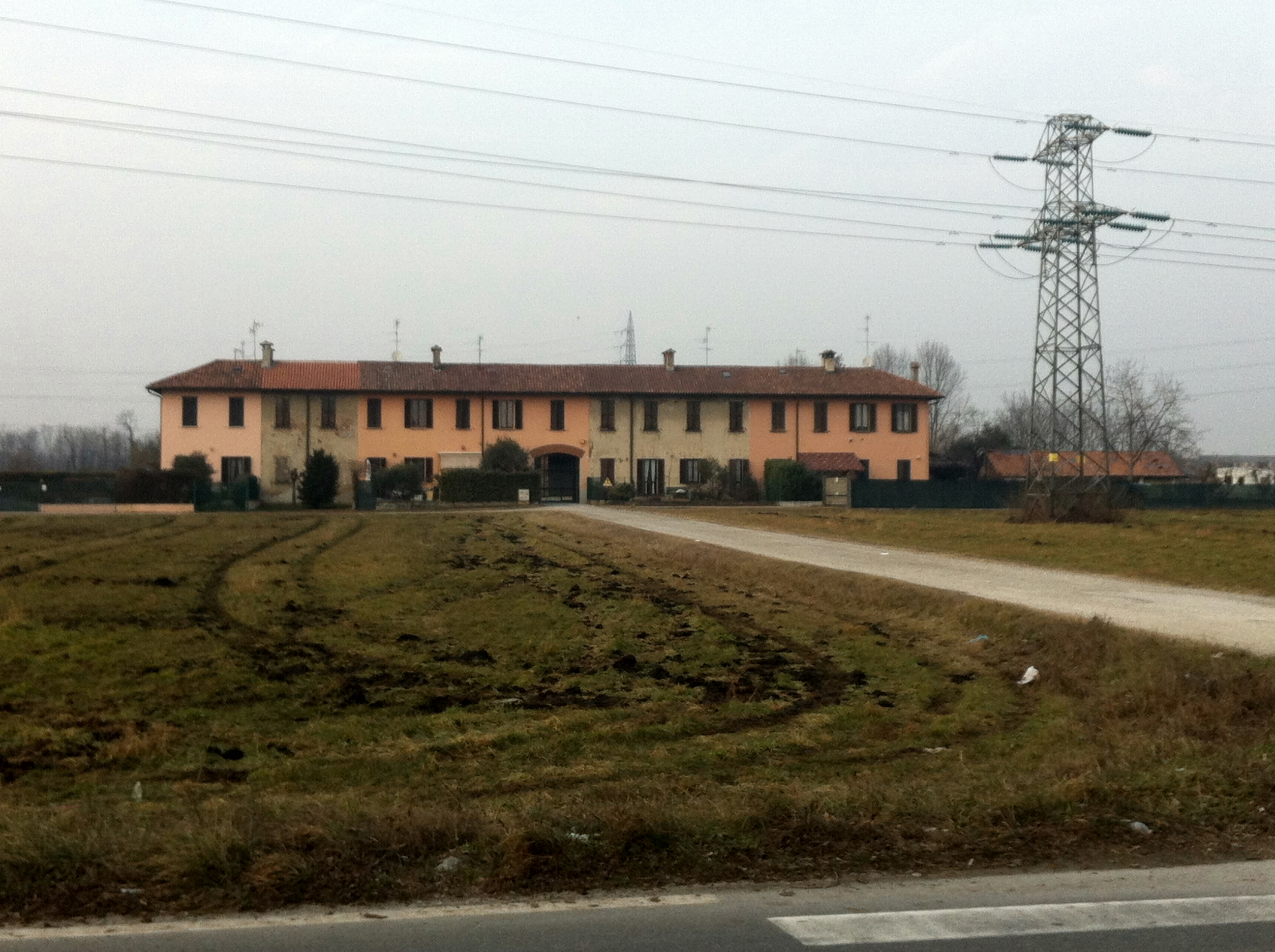
La Cascina Pareana vista dall'esterno.

- Cascine di Brugherio. Isolate in aperta campagna (come Sant'Ambrogio, Guzzina, Occhiate) o unificate in un agglomerato rurale (come Baraggia e San Damiano), le antiche cascine erano il centro della vita contadina. Quelle di Brugherio avevano le caratteristiche delle fattorie nella pianura a nord di Milano, in cui il cortile aveva solo una funzione di collegamento e non un ruolo centrale nelle lavorazioni agricole (come avveniva ad esempio nelle aziende della bassa padana). Intorno al cortile (generalmente molto grande e di forma quadrata) si apriva un ampio porticato al piano terra, sormontato da una ringhiera su cui si affacciavano i locali del piano superiore. Al pianterreno si trovavano la cucina, la dispensa, i ripostigli o magazzini e il soggiorno, dove la pavimentazione era realizzata in terra battuta e, spesso, ricoperta di strame durante la stagione invernale per percepire meno freddo all'interno dei singoli locali[51]. Le camere da letto erano al piano superiore, raggiungibili percorrendo un ballatoio che serviva da disimpegno. Al piano terra vi erano dei depositi per prodotti agricoli e il foraggio. e non mancavano le stalle, al di sopra delle quali stavano i fienili; al centro del cortile, invece, si trovava il pozzo per l'acqua. Sul territorio di Brugherio la proprietà agricola era per lo più piccola e frazionata, anche se vi è qualche esempio di grande unico proprietario, almeno fino al periodo napoleonico[52]. Prevaleva la policoltura (frumento, granturco, fagioli, patate), destinata prevalentemente al consumo personale e alla vendita. Le antiche cascine brugheresi davano il proprio nome anche alle zone circostanti ad esse, che corrispondevano grossomodo alle attuali frazioni. L'unione delle diverse cascine e piccoli comuni in cui era frammentato il territorio ha dato vita nel 1866 al comune di Brugherio. Nel XXI secolo sono ancora visibili le seguenti: Bindellera, Casecca, Comolli, Dorderio, Guzzina, Increa, Modesta o Del Bosco, Moia, Occhiate (con il mulino di Occhiate), Pareana, Sant'Ambrogio, San Cristoforo, Torazza[53][54][55].

### Altro

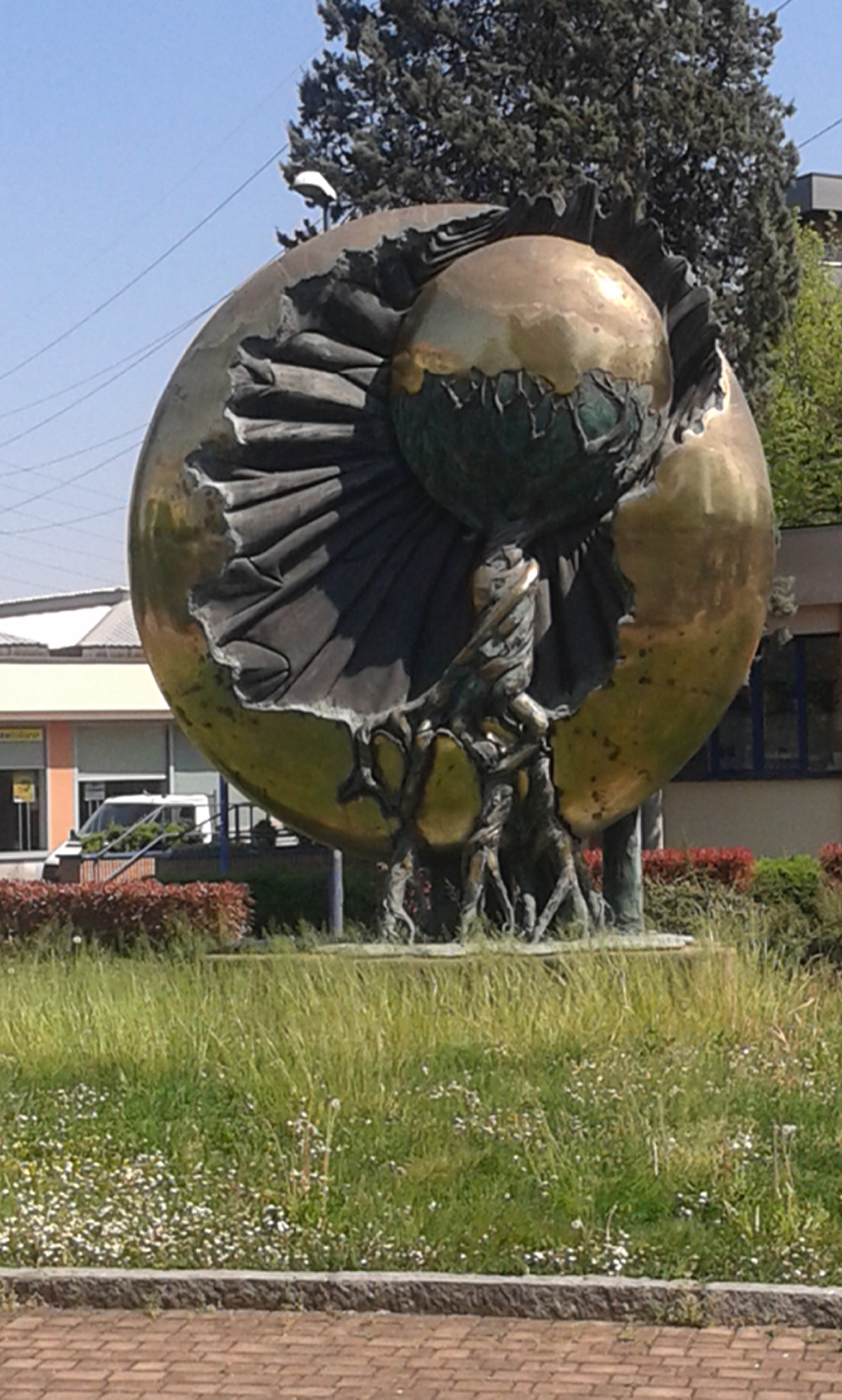
Monumento alla Pace ad opera dell'artista Max Squillace, in piazza Giovanni XXIII.

- Monumento ai Caduti, complesso scultoreo del 1933 ad opera di Ernesto Bazzaro, che si trova in via Vittorio Veneto, davanti alle scuole elementari "Federico Sciviero". È stato voluto dal podestà, Ercole Balconi, per commemorare i soldati brugheresi uccisi nella prima guerra mondiale[56].
- Monumento al Donatore di sangue. Si trova in via Galvani. È una scultura in bronzo di quattro metri d'altezza inaugurata il 4 giugno 1978 per celebrare il ventennale della fondazione del gruppo AVIS di Brugherio[57].
- Monumento alla Pace, scultura in bronzo realizzata da Max Squillace che si trova in piazza Giovanni XXIII[58]. È stato realizzato nel 2003 per volere dell'amministrazione comunale, che in quell'anno ha proclamato Brugherio "città per la pace"[59]. In seguito alla battaglia di Nāṣiriya è stato dedicato anche ai carabinieri deceduti durante un combattimento nella seconda guerra del golfo [60].
- Colonne votive di Brugherio. Sono quattro e sono collocate: in piazza Roma, a lato della chiesa di San Bartolomeo; su viale Lombardia, non distante dal cimitero vecchio; al bivio della Torazza; a San Damiano. Furono erette alla fine dell'epidemia di peste che colpì Monza e dintorni nel 1576, nei quattro punti del territorio in cui erano stati posti gli altari utili alla celebrazione delle funzioni religiose[57].

### Aree naturali

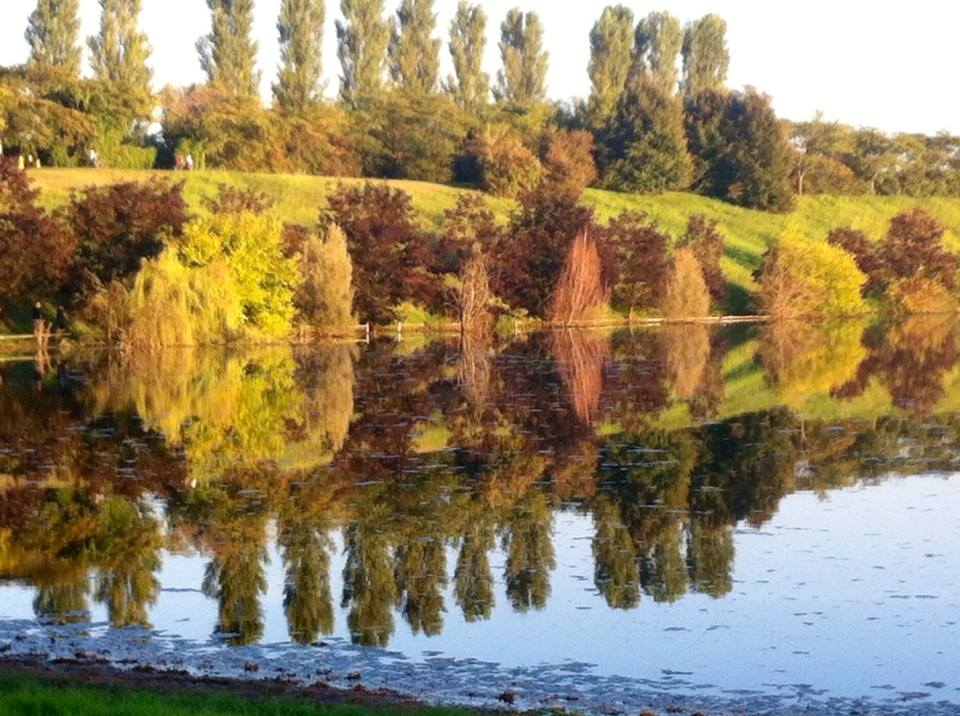
Parco Increa, dettaglio con lago.

- Parco Media Valle del Lambro. Brugherio, dal 2002, fa parte con Cologno Monzese e Sesto San Giovanni del Parco Media Valle del Lambro, che collega il sistema dei parchi a nord di Monza con quello milanese[61]. Parco alquanto particolare, nato con la volontà di salvare le aree che il fiume attraversa: viene definito un parco "atipico", «in quanto trattasi di un insieme di aree reliquali fra l'urbano, opifici spesso dismessi, la Tangenziale nord e aree degradate da anni d'incuria, con presenza di discariche, cave e quant'altro»[62].
- Parco Increa. Appartiene al Parco Est delle Cave, situato sopra un'area dove sorgeva dagli anni '60 una cava[63], nel corso degli anni '80 la Regione Lombardia ed il Comune di Brugherio lo acquisirono dai privati perché diventasse un'area verde a disposizione della cittadinanza, cosa che avvenne nel 1994[64]. Il parco, che misura 33 ettari[64], oltre ad ospitare una vegetazione tipica della Lombardia quale il gelso, piante esotiche ed alberi da frutto[65], è caratterizzato da percorsi pedonali in mezzo ai prati alternati da aree boschive. Dotata di area picnic, area cani e di un chiosco, l'attrattiva maggiore risulta essere il lago che sorge al posto della cava e che occupa circa 16 ettari della superficie totale[63].

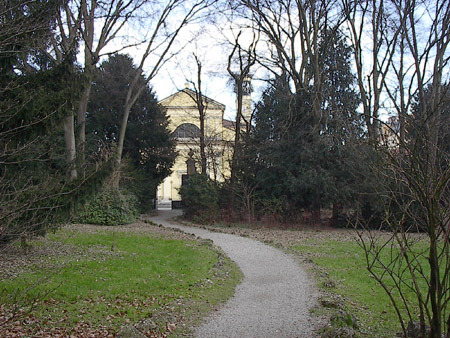
Il parco di Villa Fiorita con sottofondo la chiesa di San Bartolomeo.

- Parco di Villa Fiorita è il più antico della città, annesso al Palazzo Comunale, in pieno centro storico. Il parco, così come il complesso architettonico, prende il nome dalla casa di cura psichiatrica milanese "Villa Fiorita" che ebbe in gestione l'area dal 1939 al 1977, quando fu ceduta all'amministrazione comunale. Il parco, misurante 7000 m², è organizzato secondo i criteri del giardino romantico inglese, così come voluto dal primo sindaco e possessore della Villa nella seconda metà del XIX secolo Giovanni Noseda[66]. Ricco di acacie e bagolari, il parco presenta anche un canneto di bambù e una Sophora japonica[67].
- Parco di Villa Brivio. Questo parco era annesso alla villa dei marchesi Brivio, oggi non più esistente. Originatosi nella prima metà dell'Ottocento come giardino annesso alla casa di villeggiatura dei Mangiagalli, oggi è un parco comunale. Conserva la recinzione originaria e alberi monumentali, tra cui alcuni maestosi cedri del Libano[68].

## Società

### Evoluzione demografica

#### Dal XVIII all'unificazione nel Comune di Brugherio
Nel corso del secolo dei Lumi, la complessa realtà amministrativa che caratterizzava l'attuale territorio comunale aveva spinto gli austriaci (signori della Lombardia dal 1714, dopo la guerra di successione spagnola) a procedere, come già ricordato precedentemente, all'unificazione dei vari enti amministrativi. All'epoca, infatti, ogni cascina eleggeva un console da inviare ai rispettivi feudatari per informare loro delle decisioni e dei risultati ottenuti nella lavorazione dei campi. Nel 1751, Brugherio era divisa in quattro grandi unità amministrative:
1. Brugherio della Pieve di Vimercate, che comprendeva Cassina Baraggia e Cascina Sant'Ambrogio, a loro volta due comuni ben distinti[69].
2. Brugherio della Pieve di Gorgonzola, che comprendeva la cascina Increa, a sua volta facente parte di Cernusco Asinario (oggi Cernusco sul Naviglio).
3. Moncucco di Monza, che comprendeva le località di Bettolino Freddo, Dorderio, Guzzina, Malnido, Moglia, Pobbia e San Cristoforo, comune posto sotto la signoria dei Durini di Monza[70].
4. Brugherio di Monza, cui apparteneva la Cascina Torazza, Casecca e un'area che comprendeva, all'incirca, l'attuale Piazza Roma, via Tre Re e via Dante[71].

San Damiano, invece, era un comune autonomo non infeudato ad alcun proprietario terriero. Ecco i dettagli anagrafici dei singoli comuni, ricavati prima dai catasti teresiani del 1751 e, poi, dai vari censimenti napoleonici ed austriaci:
| Anno | Comune di Cassina Baraggia | Brugherio di Sant'Ambrogio | Comune di Moncucco                       | Brugherio di Monza |
| ---- | -------------------------- | -------------------------- | ---------------------------------------- | ------------------ |
| 1751 | 160 nel 1751               | 140 nel 1751               | 117 nel 1751                             | 65 nel 1751        |
| 1805 | 516 nel 1805               | /                          | 564 nel 1805                             | /                  |
| 1809 | /                          | /                          | 721 dopo unione con San Damiano nel 1809 | /                  |
| 1853 | 1 240 nel 1853             | /                          | 946 nel 1853                             | /                  |
| 1861 | 1 268 nel 1861             | /                          | 1 162 nel 1861                           | /                  |

#### Comune di Brugherio
La tabella proposta riporta l'andamento demografico dal 1866 al 2011, basato sui censimenti ed i dati ISTAT. Si noti nel decennio 1961-1971 l'aumento vertiginoso della popolazione dovuta al fenomeno dell'emigrazione dal Meridione, fenomeno che coinvolse intensamente l'area milanese, localmente, comunità come quella di Cologno Monzese.
Abitanti censiti

### Etnie e minoranze straniere
Secondo i dati ISTAT, al 1º gennaio 2020 la popolazione straniera residente era di 3,091 persone, pari all'8,9% di tutti i residenti. Le nazionalità maggiormente rappresentate in base alla loro percentuale sul totale della popolazione residente erano:
1. Romania, 658
2. Albania, 286
3. Egitto, 231
4. Sri Lanka, 208
5. Ucraina, 196
6. Cina, 171
7. Marocco, 129
8. Senegal, 97
9. Moldavia, 89
10. Filippine, 79

### Religione
La religione prevalente è quella cattolica (35.000 battezzati in totale), facente capo alla Comunità Pastorale Epifania del Signore, nata il 1º settembre 2009 e comprendente le ex parrocchie brugheresi di San Bartolomeo, San Carlo, San Paolo e quella di San Carlo e Santa Maria Nascente di Sant'Albino, quest'ultima amministrativamente ricadente sotto il territorio di Monza. È presente anche una chiesa evangelica che, dal 1989, si trova in via Fabio Filzi; e una comunità dei Testimoni di Geova, in via san Domenico Savio. Sono presenti, infine, altre confessioni minoritarie quali cristiani-ortodossi e musulmani, da come si può vedere nei gruppi delle minoranze straniere legate all'Est Europa o all'Africa.

## Cultura

### Istruzione

#### Biblioteche

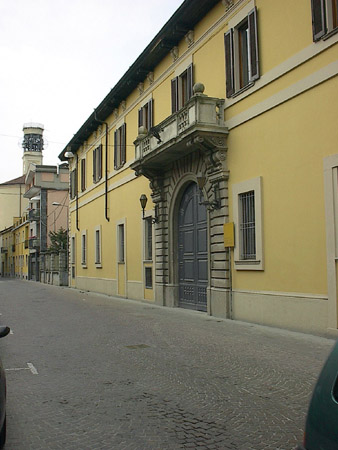
Palazzo Ghirlanda Silva, sede della Biblioteca Civica dal 1982.

Brugherio possiede un'unica Biblioteca Civica, inaugurata il 14 maggio 1960 e che trovò, inizialmente, un piccolo spazio in quello che allora era il Palazzo Comunale. Spostata a fine degli anni '60 nel seminterrato della scuola Leonardo Da Vinci, a partire dagli anni '70 la biblioteca fu al centro di un progressivo incremento sia delle attività culturali, che del patrimonio librario. A causa di questi motivi, nel dicembre 1982, in seguito al trasferimento degli uffici comunali in Villa Fiorita, Palazzo Ghirlanda divenne la sede definitiva della Biblioteca Civica, se si eccettuano gli anni 1998-2003 a causa di problemi strutturali che costrinsero l'istituzione a trasferirsi in alcuni locali del Centro Commerciale "Kennedy".
La Biblioteca, facente parte del Sistema Bibliotecario Nord-Est (nato a metà degli anni '70) e comprendente le biblioteche di Brugherio, Bussero, Carugate, Cassina de' Pecchi, Cernusco sul Naviglio, Cologno Monzese, Vignate e Vimodrone, ospita al suo interno una galleria espositiva e un salone polifunzionale dedito alle più svariate attività culturali. Il patrimonio complessivo della biblioteca, costituito non solo da volumi, ma anche da documenti audiovisivi, cartografici, elettronici, grafico-iconici, giornali e altro ancora, ammontava il 12 febbraio 2015 ad un totale di 61 523 unità documentarie.

#### Scuole

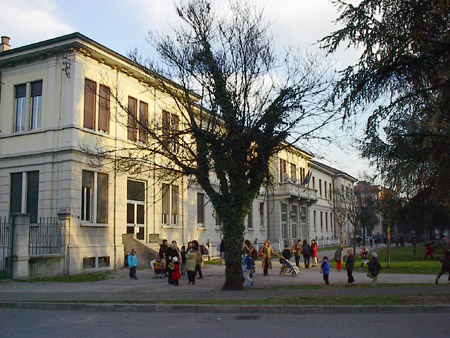
La scuola elementare Federico Sciviero.

Sotto le varie dominazioni straniere (austriaci nel XVIII secolo, francesi ed infine ancora austriaci nella prima metà del XIX secolo) furono effettuati vari tentativi di estendere, in nome dei principi illuministici, l'istruzione anche alle classi più disagiate. La mancanza della forza di volontà da parte dei poteri locali, il boicottaggio degli stessi genitori (essendo contadini, avevano bisogno dei figli nel lavoro dei campi) e altri impedimenti non risolsero il problema dell'analfabetismo, ancora dilagante nell'avanzata regione lombarda all'indomani dell'Unità.
Per quanto riguarda Brugherio, la prima scuola fu aperta a Baraggia nel 1809, in piena dominazione napoleonica, una sola classe maschile che continuerà ad essere attiva per tutto il periodo austriaco; i ragazzi di San Damiano dovevano invece recarsi a Monza, presso la chiesa di San Gerardo, finché nel 1903 non iniziano le prime lezioni sul territorio sandamianese. Con l'avvento dell'Unità e la creazione del comune di Brugherio, la giunta municipale provvederà, a partire dal 1874, ad adibire alcuni locali di Palazzo Ghirlanda per le lezioni scolastiche.
A partire dal '900, Brugherio vide sorgere altre strutture scolastiche. In primo luogo, l'Asilo Umberto I e Margherita, il quale fu realizzato grazie al lascito di 12.000 lire da parte della contessa Teresa Vigoni della Somaglia e a quello della madre di una suora facente parte della Congregazione di Maria Bambina. Realizzato come ente morale il 3 agosto 1903, inizialmente l'asilo trovò spazio in due locali di Palazzo Ghirlanda, finché nel 1910 l'asilo fu trasportato nel salone dell'oratorio femminile delle suore di Maria Bambina, nucleo da cui poi, nei decenni a venire, furono realizzati nuovi spazi attraverso l'opera benefica di alcune famiglie locali. Dal 1910 l'asilo fu gestito dalle suore di Maria Bambina. Tra il 1927 e il 1928, in pieno fascismo, fu eretta la prima scuola elementare (Scuola Federico Sciviero), che entrò in funzione nel settembre del '28 e che fu terminata nel 1939 e dedicata al soldato brugherese Federico Sciviero, morto in Libia nel 1940.
Dopo la Liberazione (1945), si vide un progressivo intensificarsi dell'istruzione professionale nella Scuola di avviamento professionale in quanto molti giovani brugheresi erano destinati ad intraprendere lavori artigianali o di periti tecnici. Nel 1966, fu eretta la prima scuola secondaria di primo grado (la Leonardo da Vinci), seguita poi, nel corso dei decenni successivi, da altre sedi a San Damiano (Eduardo de Filippo) e a sud del quartiere centro, con la scuola intitolata a John Fitzgerald Kennedy. Attualmente, Brugherio è dotata di numerosi istituti scolastici, statali o paritari, che vanno dalla scuola dell'infanzia alla secondaria di primo grado (ad esempio: la Elve Fortis, la Don Giuseppe Camagni e la Alessandro Manzoni). Sono presenti, inoltre, anche un istituto di avviamento professionale, l'Istituto Luigi Clerici; e un istituto musicale, la Fondazione Luigi Piseri.

#### Musei
Da ricordare, sia per la quantità che per la qualità dei cimeli riportati, fu la presenza sul territorio del Museo Miscellaneo Galbiati, aperto nel 1950 dal cav. Fermo Galbiati e terminato con la morte di quest'ultimo nel 2018. Il museo, riconosciuto di valore anche dal Ministero dei Beni Culturali, comprendeva:
Imperdibili le collezioni di biciclette e fisarmoniche e le ricostruzioni di botteghe artigiane (barbiere, dentista, calzolaio). Tutto è perfettamente funzionante.
Con i manufatti più importanti sono state allestite mostre a Brugherio e nei paesi limitrofi; alcuni oggetti, unici o quasi, sono stati prestati per scene di film o ad altri musei.»
Nel 2018 è stato allestito il MIC (Museo In Comune), ovvero un museo virtuale delle 200 opere d'arte in possesso del Comune di Brugherio che potranno essere visionate da chiunque tramite la rete web, progettato dall'amministrazione Troiano fin dal 2013 e che ha richiesto la partecipazione di tre storici dell'arte per la catalogazione e l'analisi descrittiva delle varie opere.

### Media

#### Stampa locale
- Notiziario Comunale. Periodico gestito dal Comune come servizio di informazione per i cittadini. Il primo numero uscì nel 1971, per continuare ininterrottamente fino al 2012, anno in cui il Comune fu commissariato. La ristampa riprese nel dicembre del 2014 per poi terminare definitivamente nel 2018[111].
- Noi Brugherio. Periodico gratuito edito dall'Associazione Culturale Kairòs e distribuito in vari punti vendita del territorio comunale[112]. È pubblicato dal 2003[113].

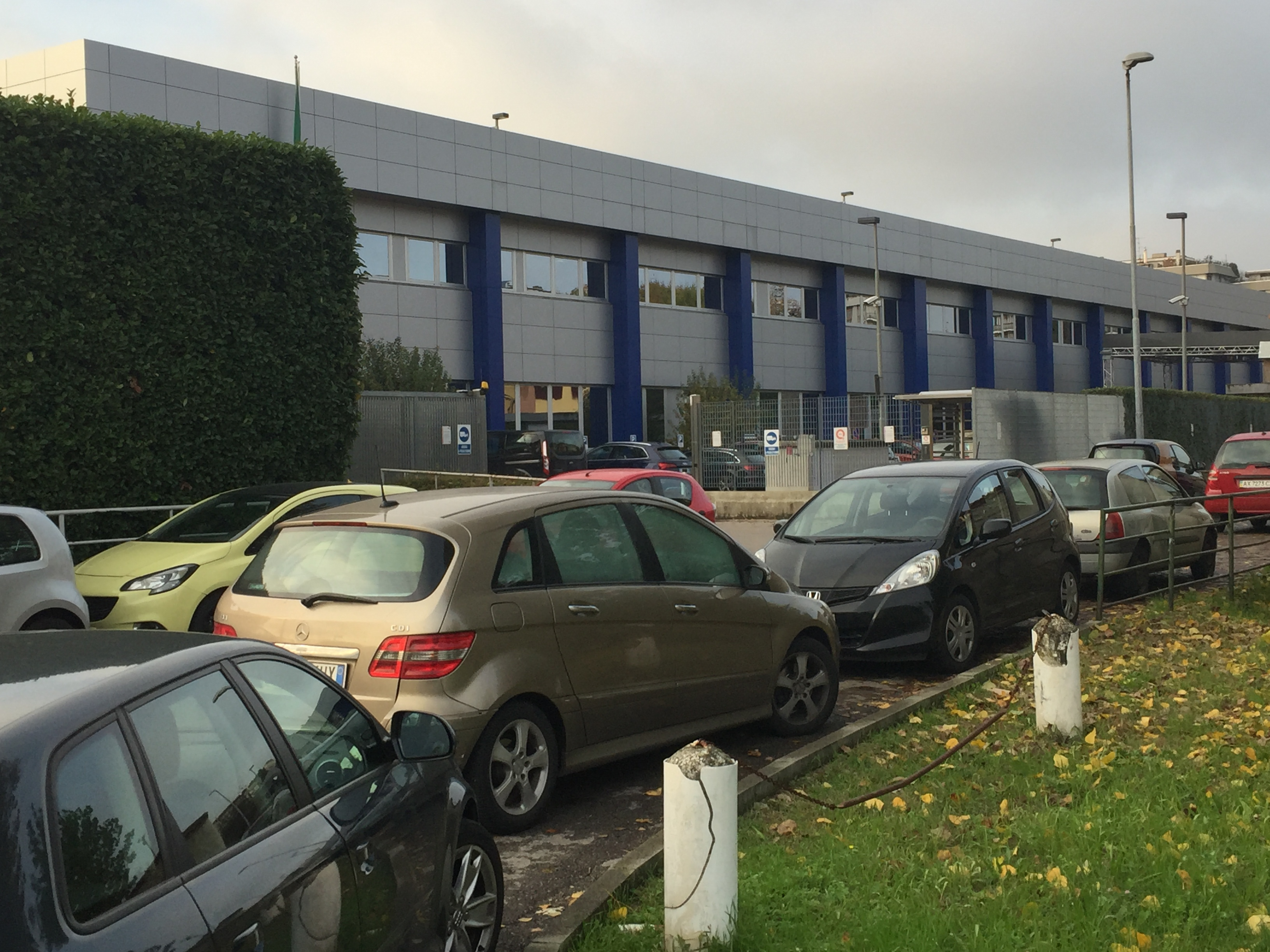
Sede del Canale QVC

#### Radio
- Radio Proposta. Radio Proposta era una trasmissione radio di ispirazione cattolica fondata agli inizi degli anni ottanta. Aveva luogo nell'oratorio San Giuseppe[114].

#### Televisione
Brugherio ospita, al confine col comune di Cologno Monzese, la sede del canale QVC, rete trasmittente spot commerciali a livello internazionale. Inoltre, all'interno della cittadina di Brugherio è stata girata gran parte della sitcom italiana Love Bugs diretta da Marco Limberti.

### Cineteatro
Benché Brugherio disponga del solo Cineteatro San Giuseppe (legato all'Oratorio maschile adiacente), intorno a questo stabile operano una serie di compagnie teatrali che hanno risonanza anche al di fuori dei territori comunali, per via della partecipazione di attori/attrici del calibro: di Angela Finocchiaro e Maria Amelia Monti; Leonardo Manera; Giuseppe Fiorello; Luigi De Filippo. I principali appuntamenti sono il Fuori Pista, il Cinecircolo "Robert Bresson", e la Stagione Teatrale.

### Arte
Brugherio, in un breve periodo della sua storia, fu al centro di un piccolo rinascimento culturale dovuto ad un gruppo di giovani artisti (Max Squillace, Franco Ghezzi, Antonio Teruzzi, Adriano Marangoni) i quali decisero di intraprendere una serie di iniziative culturali in campo artistico, musicale e teatrale per avvicinare i brugheresi alla sensibilità artistica. Grazie all'avallo dell'amministrazione democristiana guidata da Ettore Giltri (1965-1975), nel 1971 gli artisti ottennero la Villa Sormani per ospitare i loro spettacoli. Dopo alcuni anni di febbrile attività, problematiche interne al gruppo ne causarono il discioglimento, senza però che l'attività di ciascun singolo artista venisse meno. Difatti, nel corso degli anni, vari artisti (Milena Sangalli, Enrica Schiro, Elio Nava, Franco Ghezzi, Gianmario Mariani, Max Squillace, Walter Gatti e altri) aprirono vari studi artistici nel centro città (via Tre Re, via Cavour) o infine presso alcune cascine (come Cascina Guzzina), mostrando i loro lavori in varie occasioni locali, nazionali ed internazionali.

### Musica
A Brugherio è presente una banda musicale con scuola di musica e junior band: il corpo musicale San Damiano Sant'Albino, che ha sede a San Damiano. È stato fondato nel 1906 ed è tuttora in attività, ricevendo riconoscimenti locali e nazionali. Oltre alla banda, Brugherio possiede una scuola di musica istituita nel 1984 dall'allora assessore alla cultura Luigi Piseri e a lui intitolata. Dal 2007 la scuola è divenuta attività principale della neo-costituita Fondazione Luigi Piseri.

### Eventi
A parte le sagre paesane e le feste stagionali, due sono le ricorrenze particolari che si distinguono rispetto a quelle dei paesi vicini:

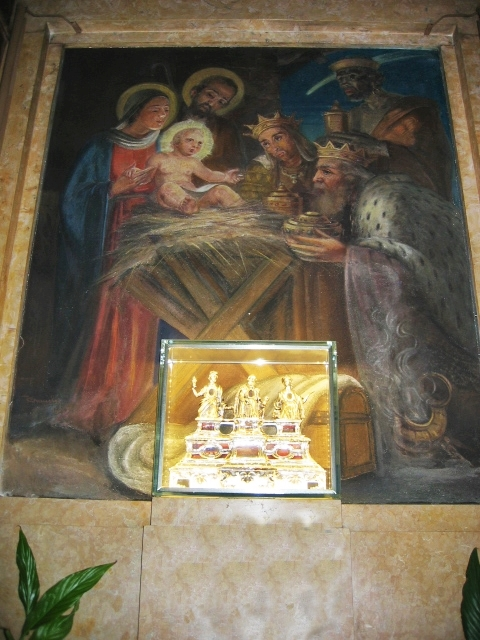
Altare dei Magi, con copia del reliquiario.

#### La Festa di Occhiate
Festa paesana (conosciuta anche col nome di Festa sull'Aia) che si tiene in settembre presso la Cascina di Occhiate. La prima edizione risale al 1984 e fu organizzata dai signori Anselmo e Luigi Peraboni, i quali vollero mantenere vive le tradizioni paesane organizzando balli, convivi in cascina, attività ludiche (quali la danza sull'aia e la pesca di san Patrizio) e varie processioni religiose. L'aspetto più caratteristico, però, è il "palio delle oche", conosciuto in dialetto locale col nome di palio di uchèt per tut i bagaii e i tusanèt (ossia Palio delle oche per tutti i bambini e le bambine), durante il quale le oche sono tenute al guinzaglio da parte dei piccoli partecipanti.

#### L'Epifania
Vista la grande importanza delle Reliquie dei Magi conservate a San Bartolomeo, la solennità dell'Epifania è una tradizione molto sentita presso i brugheresi, i quali sono profondamente affezionati nei confronti degli ümitt. Infatti, al termine della celebrazione eucaristica, il reliquiario viene posto davanti all'altare maggiore, perché i fedeli possano venerare le sante reliquie. La devozione, che fino agli anni '50 del secolo scorso attirava a Brugherio persone provenienti dai paesi confinanti, si è affievolita nei decenni successivi, a causa dell'avanzare della laicizzazione della società. Recentemente, però, grazie ad una serie di iniziative culturali e religiose, patrocinate dalla parrocchia, dal Comune e anche dagli stessi arcivescovi di Milano (tra le quali si ricordano la rievocazione della traslazione delle reliquie e la partecipazione di una delegazione brugherese a Colonia per commemorare l'arrivo delle reliquie nella città renana per volontà di Rainaldo di Dassel), i brugheresi si sono sensibilizzati su questo patrimonio storico-religioso.

## Geografia antropica

### Frazioni
Brugherio, come si è visto nella sezione storica, non è mai stata una realtà unificata dal punto di vista amministrativo, anche se lo fu dal punto di vista religioso e l'assemblamento delle stesse cascine e centri rurali era denominato come Brughé. Pertanto, le frazioni non assunsero soltanto un ruolo significativo dal punto di vista etnico-antropologico, ma anche dal punto di vista della loro stessa identità politico-istituzionale. Si elencano in questa sede le frazioni più importanti del territorio.

#### San Damiano

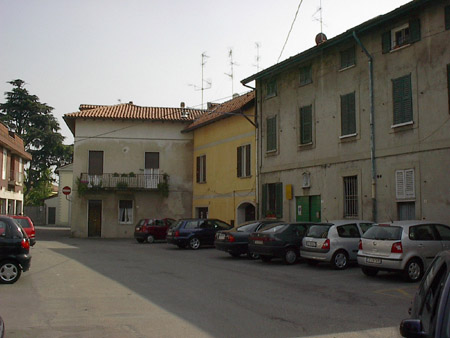
Nucleo storico di San Damiano

San Damiano è, insieme a Cassina Baraggia, una delle località più antiche del territorio brugherese. Situata all'estremo nord del territorio comunale, la sua presenza è attestata sin dall'853, grazie ad un documento in cui è citata una cappella dedicata ai santi Cosma e Damiano, cappella da cui la località prende il nome. Nel 1582 decise di non entrare a far parte della comunità parrocchiale fondata da san Carlo per rimanere sotto quella più ricca di San Gerardo mentre nel XVIII secolo risultava essere un piccolo comune infeudato alla potente famiglia degli Alari di Cernusco. Dopo la parentesi napoleonica, nel 1816 ritornò ad essere comune restando come tale fino al 1866, anno dell'unificazione. 

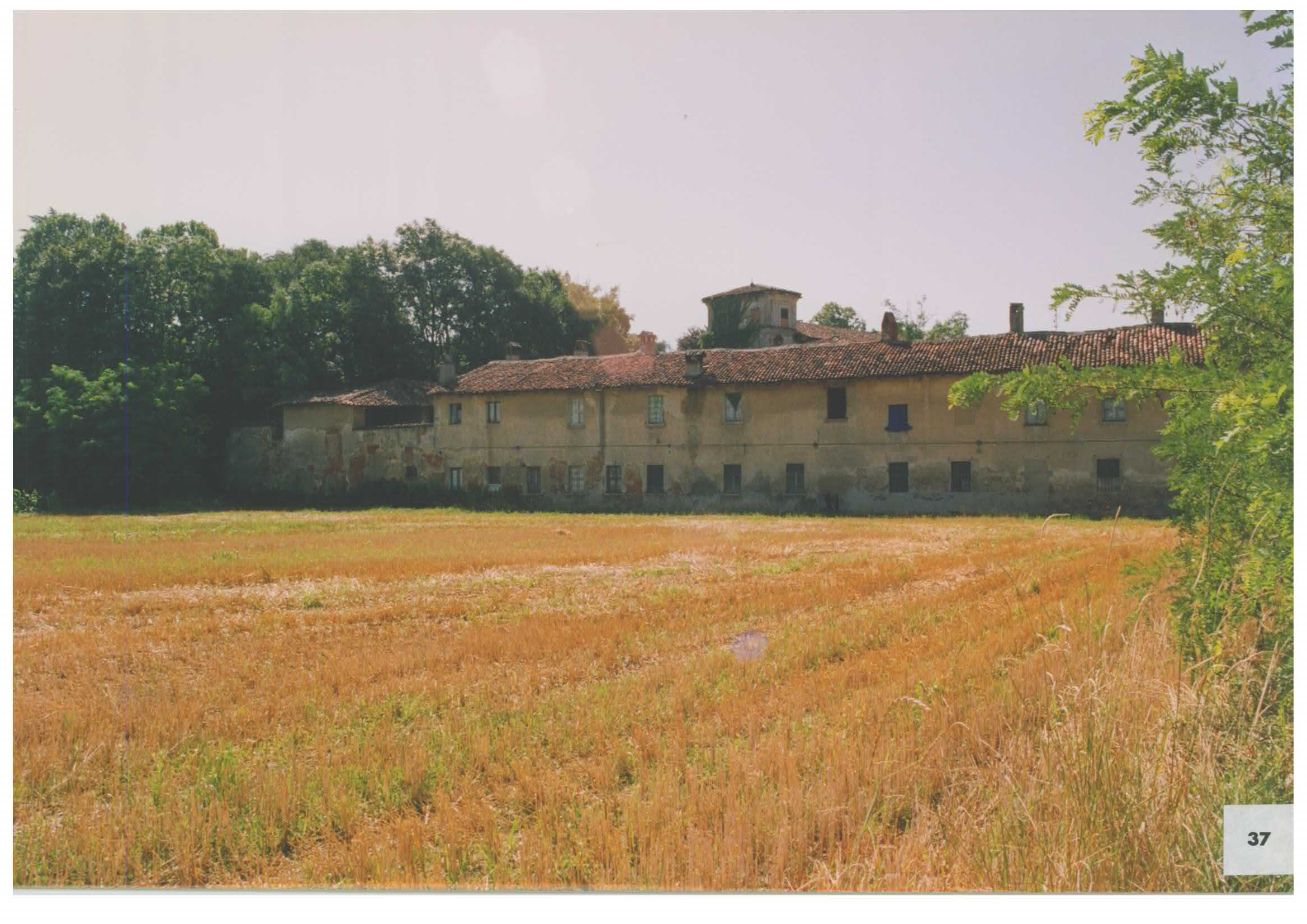
Lato di uno dei cascinali situati in località Cassina Baraggia, con annesso il Parco Brivio.

#### Baraggia
Cassina (o Cascina) Baraggia (da "barazia", ossia "sterpaglia", "terreno incolto") compare per la prima volta nei documenti a partire dall'VIII secolo. Situata a nord dell'attuale territorio comunale, era di proprietà del monastero di Sant'Ambrogio di Milano per poi, nel 1459, essere infeudata alla famiglia dei Secco Borella di Vimercate. Divenuto un Comune autonomo nel XVIII secolo, gran parte del territorio era di proprietà delle monache del monastero di Santa Caterina alla Chiusa di Milano e, in seguito alle soppressioni giuseppine e napoleoniche, la sua proprietà fu divisa tra i Veladini e i Noseda. Ridivenuto Comune autonomo dal 1816, fu soppresso nel 1866 con l'unificazione.

#### Moncucco
Moncucco, località situata a sud-ovest dell'attuale territorio comunale, era uno dei Comuni fondatori di Brugherio. Sviluppatasi intorno alla villa dei conti Bolagnos prima e dei Sormani-Andreani poi, Moncucco, facente parte della Corte di Monza, fu nel XVIII secolo spettatrice del volo in mongolfiera di Paolo Andreani (1784). Nel corso dell'800, grazie al mecenatismo di Gian Mario Andreani ed all'intelligenza dell'architetto Giocondo Albertolli, fu trasportato da Lugano il tempietto in stile bramantesco che tuttora si può osservare lungo la Strada Provinciale 3. Ultimo sindaco fu il conte Alessandro Sormani-Andreani, quando nel 1866 Moncucco diventò parte del nuovo comune di Brugherio.

#### Dorderio ed Increa
La Cascina Dorderio, situata a sud di Brugherio, era una volta una località autonoma che, nella seconda metà del ‘700, fu aggregata al più grande comune di Moncucco. Infeudata ai marchesi Carpani, nel XIX secolo divenne proprietà della famiglia Butti. Vicina a Dorderio v'era un'altra cascina, quella di Increa, la quale faceva parte del territorio comunale di Cernusco Asinario, l'attuale Cernusco sul Naviglio. Facente nel Medioevo parte della Pieve della Martesana, dal catasto del 1721 risultava proprietà della famiglia Zumenzù mentre, nel XIX secolo, fu proprietà dei conti Ottolini prima e poi dei borghesi Tizzoni. Entrò a far parte di Brugherio con la sua costituzione a Comune.

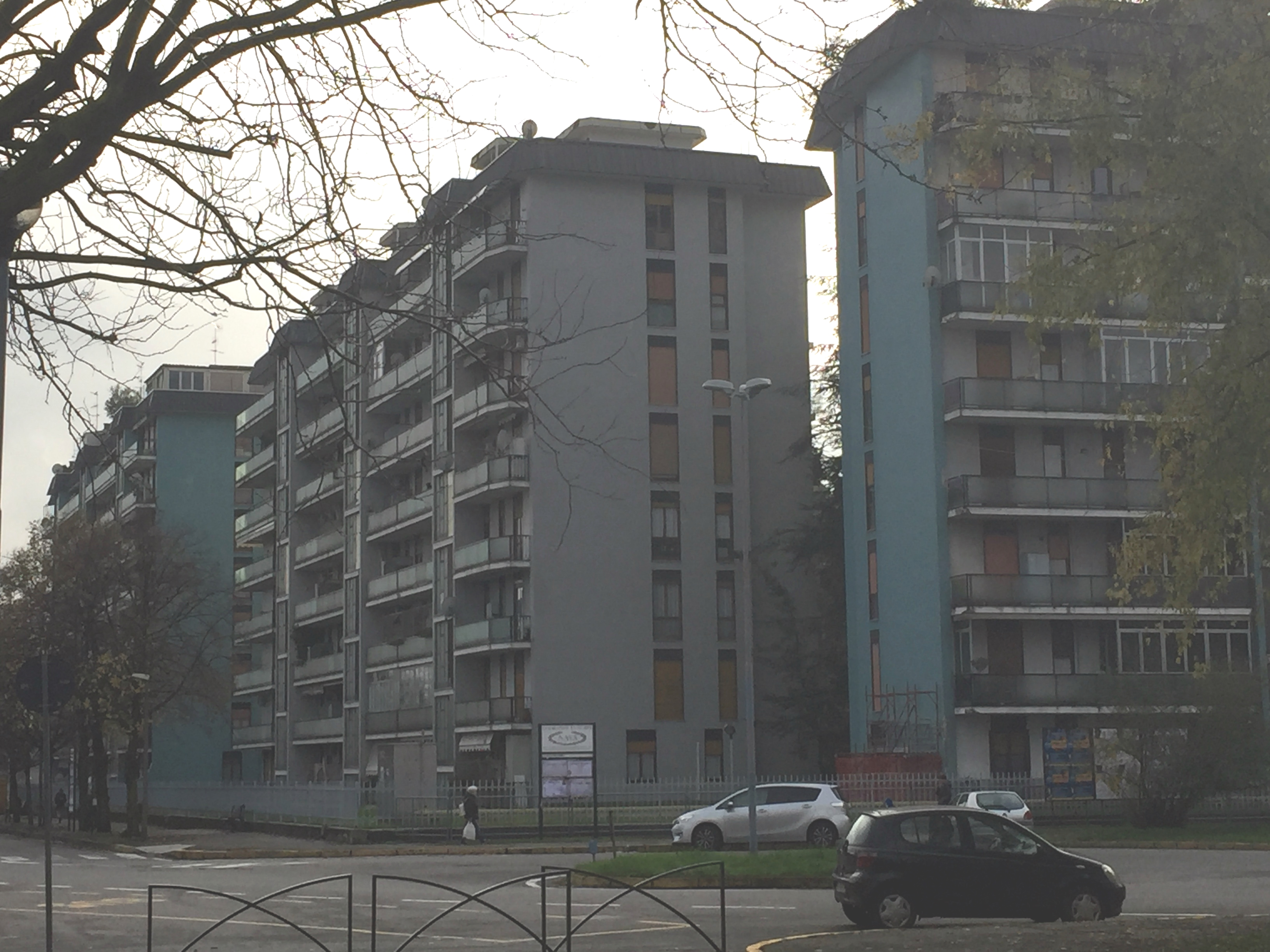
Particolare dell'Edilnord, costruito da Silvio Berlusconi tra gli anni '60 e '70

### L'Edilnord
Realtà urbanistica e condominiale particolare nel tessuto sociale cittadino, il comprensorio Edilnord fu costruito negli anni '60 (più precisamente tra il 1964 ed il 1970) dall'allora imprenditore edile Silvio Berlusconi. Abitato prevalentemente da milanesi che hanno deciso di lasciare la metropoli per la provincia, il comprensorio è dotato di un parco interno, di un supermercato, di una farmacia e di altre attività che la rendono indipendente, per molti aspetti, dai servizi offerti dalla città di Brugherio.

### I Villaggi
Nel corso del '900, con la progressiva industrializzazione del territorio, i proprietari di vari stabilimenti (la Pirelli di San Damiano; la Falck di Sesto San Giovanni; la Marzotto di Brugherio; e così via), seguendo una linea di pensiero che affondava le radici nel paternalismo borghese, decisero di creare delle aree abitative per i loro dipendenti insieme a vari servizi ricreativi e sociali per una vita regolare delle famiglie degli operai. A Brugherio sono presenti il Villaggio Marzotto, aperto agli inizi degli anni '50, al quale erano annessi una scuola dell'infanzia (l'ex scuola gestita dalle suore di Maria Ausiliatrice), una piscina ed un cinema; il Villaggio Falck, a sud di Brugherio, costruito dalla Falck di Sesto; il Villaggio "Don Camagni", inaugurato nel 1965 e chiamato così per ricordare la figura del parroco don Giuseppe Camagni.

## Economia

### L'agricoltura

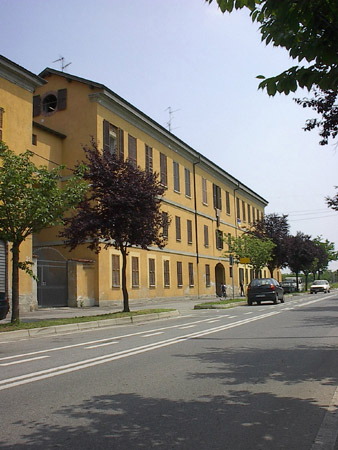
Il complesso architettonico in foto ospitava, tra XIX e XX secolo, la filanda di Baraggia.

L'agricoltura fu l'attività principale dei brugheresi fino ai primi decenni del XIX secolo, quando i primi impianti industriali si installarono sul territorio comunale. L'attività agricola, inquadrata all'interno dell'economia capitalista agraria ereditata dall'intraprendenza dell'aristocrazia lombarda del XVIII secolo, prevedeva soprattutto la coltivazione di grano, orzo, frumento e altri prodotti di sussistenza da un lato, e dall'altro della bachicoltura, da cui si ottenevano prodotti come seta e affini. Il settore agricolo, fortemente ridimensionato nella prima metà del '900 con lo sviluppo artigianale prima e industriale poi (seguito dall'indebolimento della classe aristocratico-borghese che impediva ai contadini di avviarsi al lavoro in fabbrica), lo rendeva nel 1986 «un ambito marginale della vita economica e produttiva di Brugherio».

### L'artigianato
Tra il XVIII secolo e gli anni '20/'30 del secolo scorso, proliferarono in gran numero sul territorio brianzolo botteghe dedite all'arte della bachicoltura, rendendo tale attività artigianale uno dei cavalli di battaglia delle comunità lombarde nella prima metà del XIX secolo. Dopo un allentamento della produzione dovuta ad un'epidemia che colpì i bozzoli nel 1855 circa, la produzione tornò ai livelli della prima metà dell'Ottocento. La seta ricavata era poi lavorata finemente nelle varie filande che costellevano il centro di Brugherio all'alba del XX secolo. L'attività serica entrò definitivamente in crisi a partire dagli anni '20/'30, a causa della crisi del settore e dell'imporsi dell'industrializzazione, spegnendosi definitivamente dopo la seconda guerra mondiale. Il resto della popolazione non dedita alla bachicoltura era invece occupata in altri settori artigianali quali la falegnameria, le officine da fabbro e le serramenta.

### L'industria
Una prima fase di industrializzazione di Brugherio si ebbe già sotto il periodo fascista. L'installarsi delle ditte Pirelli, Gibellini, Marzotto e Rista determinò l'inglobamento di moltissimi brugheresi, sia uomini che donne, nel personale operaio di queste grandi aziende, determinando un mutamento del panorama socioeconomico cittadino, accentuato anche dalla costruzione della nuova centrale elettrica. Secondo il censimento del 1936, su 9 982 abitanti il 78,1% lavorava nell'industria, mentre il restante 13,9% continuava a dedicarsi al settore primario. L'industrializzazione brugherese toccò il culmine, però, nel dopoguerra, tra gli anni '50 e '60: oltre alle citate aziende, Brugherio vide la realizzazione dello stabilimento della ditta monzese Candy, pronta in quegli anni a diventare una punta di diamante del made in Italy; e quella della fabbrica Manuli, inserita nell'industria della gomma. In seguito alla retrocessione economica degli anni '70, ci fu la chiusura di quasi tutti gli stabilimenti con l'eccezione della Candy, retrocessione che però

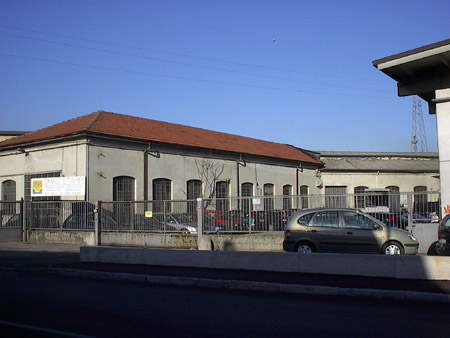
Fabbrica ex Gibellini-Pirelli nella frazione di San Damiano.

(Cenni storici, attività produttive, p. 21)
L'industria brugherese, inserita in un «sistema, dotato di un grado di coerenza interna e di specificità» che non rendono l'economia briantea una succursale di quella dell'hinterland milanese, all'alba del 1982 presentava due industrie alimentari, cinque tessili, sette legnamifici e mobilifici, trentatré meccaniche, quattordici chimiche ed altre sette inserite in altri settori, per un totale di 68 fabbriche con 3.301 dipendenti. Attualmente, l'economia brianzola (e quindi anche quella brugherese) fa parte del cosiddetto "pentagono industriale" i cui centri polari sono Parigi, Londra, Amburgo, Monaco di Baviera e Milano. Inoltre, a testimoniare la buona tenuta del settore secondario brugherese, vi è l'analisi effettuata da Assolombarda nel 2016 che su 800 imprese d'eccellenza della provincia di Monza e Brianza ventisette rientrano tra quelle del territorio brugherese: vengono ricordate, tra le varie, la Candy, la Vender, la Kofler, la QVC Italia, la Piomboleghe e la Multitel Pagliero.

### I servizi

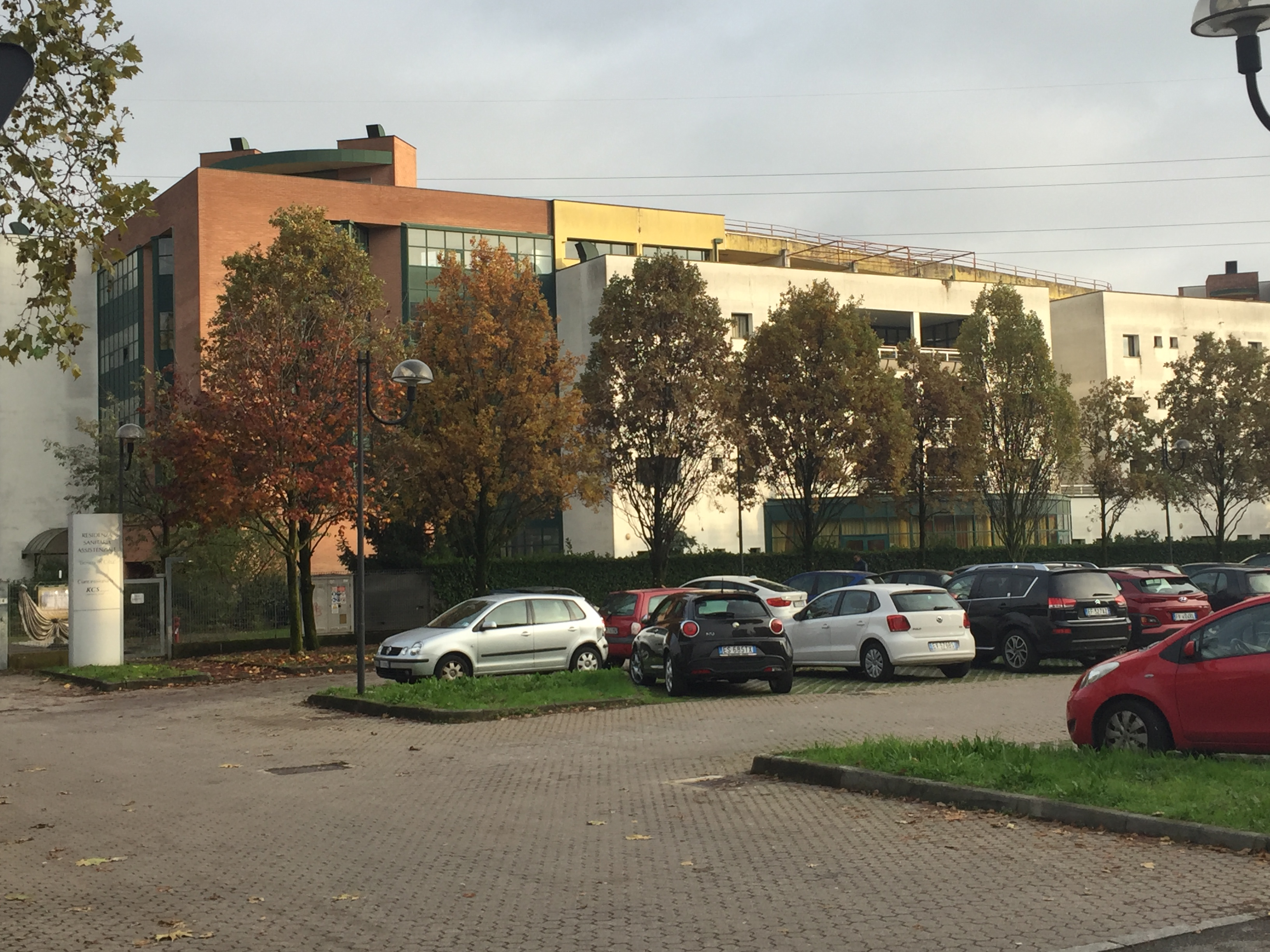
La "RSA" denominata "Bosco in Città"

Brugherio, così come il resto dell'economia lombarda e dell’hinterland milanese, è ormai avviata a sviluppare un'economia basata sul settore terziario funzionale al secondario. Vi sono difatti due centri commerciali: il Bennet, in viale Lombardia e aperto sul finire degli anni '90; ed il "Centro Commerciale Kennedy", situato nell'omonima via. A Brugherio si trovano anche alcuni istituti di credito cooperativi, ovvero le filiali dell'Intesa San Paolo, del Monte dei Paschi di Siena, BPM e della Deutsche Bank. Oltre alla presenza del settore finanziario, si ricorda la presenza anche di centri assicurativi di livello nazionale quali Generali, INA-Assitalia e la Cattolica Assicurazioni.
Benché non sia dotata di un centro ospedaliero, Brugherio fa riferimento all'Ospedale Civile di Vimercate tramite l'AST locale in viale Lombardia, con la presenza di numerosi ambulatori clinici. Sempre sul territorio ha anche luogo, dal 1986, una sede distaccata degli Istituti Clinici Zucchi, celebre struttura sanitaria attiva da più di cento anni. Infine, come offerta di servizi nei confronti degli anziani, vi sono le due RSA "Villa Paradiso" e "Il Bosco in Città". Nelle vicinanze di Brugherio sono presenti vari ospedali. I più vicini sono: Uboldo di Cernusco, San Raffaele di Milano, Città di Sesto San Giovanni e San Gerardo di Monza.

## Infrastrutture e trasporti

### Strade
Brugherio si trova al centro dell'innesto di grandi reti stradali della regione. In primo luogo, Brugherio è raggiungibile dall'Autostrada A4 Milano-Venezia tramite le uscite Agrate Brianza, Tangenziale Est e Sesto San Giovanni. Per quanto riguarda le tangenziali milanesi, la Tangenziale Est permette di raggiungere il Comune tramite le uscite Cologno Nord, Cologno Sud, Cernusco sul Naviglio - Brugherio e Carugate; mentre dalla Tangenziale Nord tramite le uscite Sesto San Giovanni e Monza Sant'Alessandro.
Brugherio inoltre è percorsa da varie strade provinciali, ossia: la Strada provinciale 3 Milano-Vimercate-Imbersago; la Strada provinciale 208 Brugherio-Carugate; la Strada provinciale 209 Brugherio-Sesto San Giovanni; ed infine la Strada provinciale 113 Monza-Cernusco sul Naviglio.

### Mobilità urbana

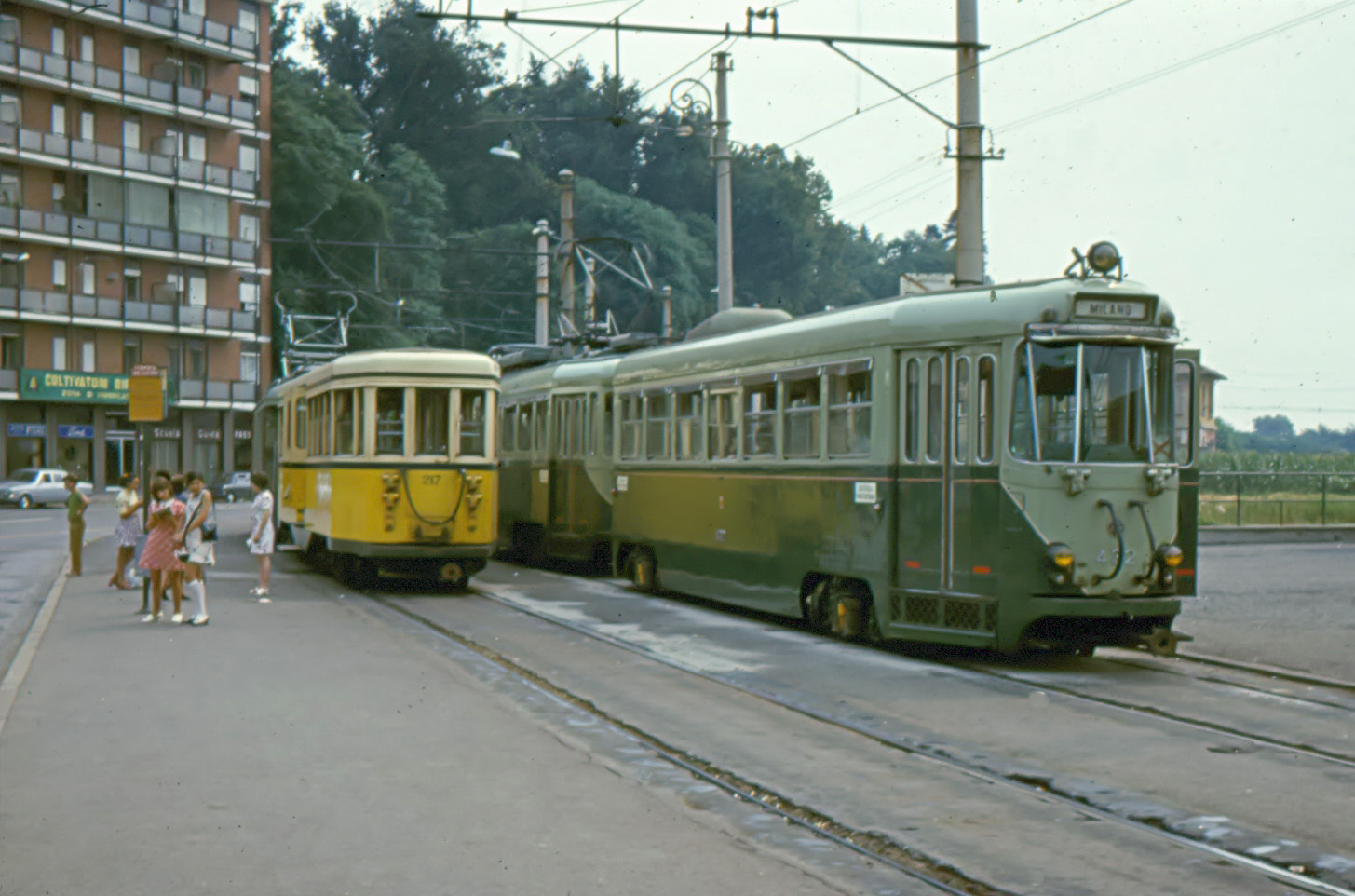
Il capolinea di Vimercate della tramvia che passava anche da Brugherio.

#### Autobus
Il territorio comunale è attraversato da numerose fermate di autobus facenti capo ad Autoguidovie, all'Azienda Trasporti Milanesi (ATM) e al gruppo Nord-Est Trasporti (NET), società del Gruppo ATM. Per l'esattezza, Brugherio è attraversata dalle linee:
- z203 (del gruppo Autoguidovie), con tragitto Cologno Nord M2 - Brugherio - Monza FS;
- z201, con tragitto (ATM) Sant'Alessandro - San Damiano - Sant'Albino;
- z301 (ATM) con tragitto verso Milano Lampugnano;
- 707 (ATM).
- z304 che corrisponde alla circolare unica che collega la città a Cologno Nord (un tempo era divisa in circolare destra e sinistra)
- z323 (NET), con tragitto Cologno Nord M2 - Brugherio - Concorezzo - Vimercate (alcune corse sono deviate verso Milano Teodosio, passando per Crescenzago, Cimiano e Udine);
- z305 (NET), con tragitto Cologno Nord M2 - Brugherio - Carugate - Cernusco*ITSOS* - Villa Fiorita M2.

Fino al 1981 Brugherio era servita dalla tranvia Milano-Vimercate, poi soppressa.

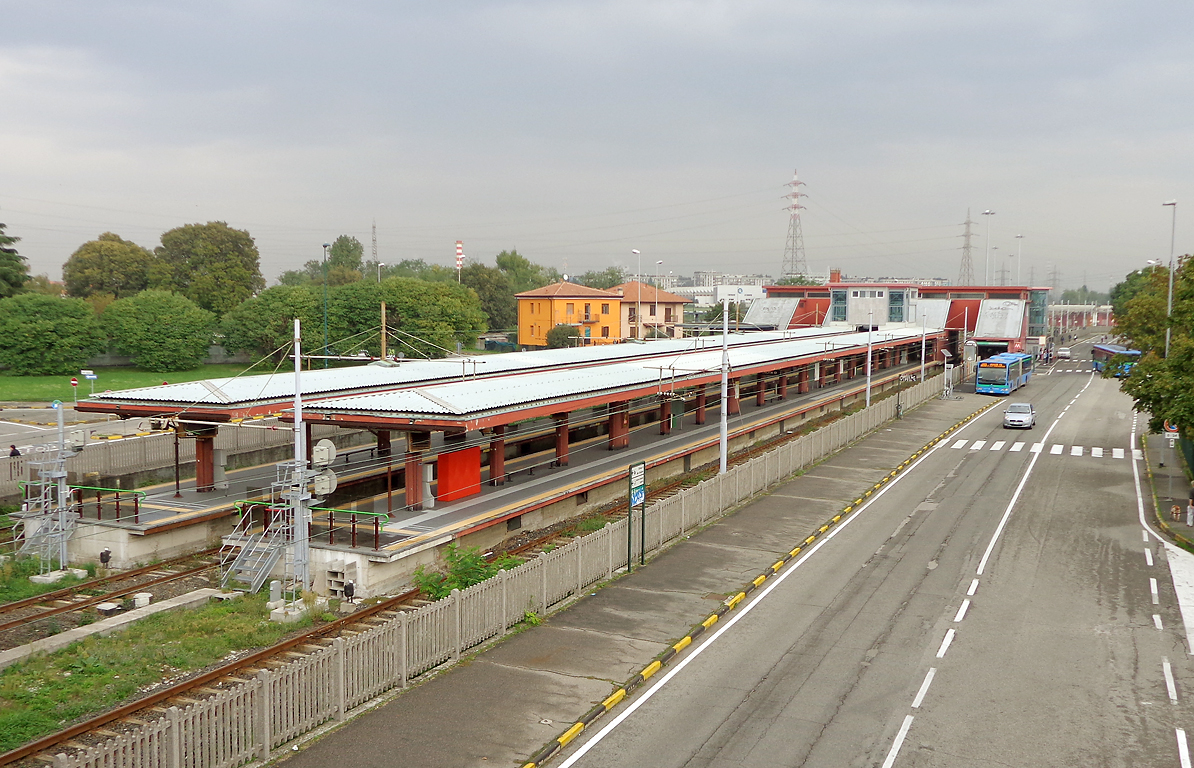
Cologno Monzese, la stazione della metropolitana di Cologno Nord da cui dovrebbe partire l'allungamento fino a Vimercate.

#### Rete metropolitana
Nei comuni confinanti a Brugherio di Cernusco sul Naviglio, Sesto San Giovanni e Cologno Monzese sono situate diverse stazioni della metropolitana: Cernusco sul Naviglio e Villa Fiorita nel territorio di Cernusco; Sesto 1º Maggio FS e Sesto Rondò in quello di Sesto San Giovanni; e tre stazioni nel territorio di Cologno Monzese. Cologno Nord, capolinea della metropolitana M2 di Milano, si trova a poche centinaia di metri dal confine di Brugherio.
Da decenni si parla di un prolungamento della rete M2 fino a Vimercate, passando per Brugherio, ma i costi onerosi del progetto hanno sempre rinviato l'esecuzione materiale della proposta. Nel dicembre 2012 è stato consegnato al Comune di Milano (soggetto attuatore: Provincia di Milano) il Progetto Definitivo del prolungamento della linea metropolitana M2 di Milano in direzione nord-est, da Cologno Nord a Vimercate, con cinque stazioni: Brugherio, Carugate, Agrate Brianza-Colleoni, Concorezzo e Vimercate.

## Amministrazione

### Sindaci
| Periodo         | Periodo         | Primo cittadino             | Partito | Carica                  | Note |
| --------------- | --------------- | --------------------------- | --- | ----------------------- | --- |
| 9 dicembre 1866 | 1871            | Giovanni Noseda             | | Sindaco                 | Già sindaco di Cassina Baraggia, importante industriale e commerciante milanese oltreché padre del musicista e compositore Gustavo Adolfo, patrocinò insieme al parroco don Gian Andrea Nova la nascita del nuovo Comune di Brugherio, cosa che avvenne con R.D. 9 dicembre 1866                                                  |
| 1871            | 1874            | Luigi Faruffini             | | Sindaco                 | Secondo sindaco di Brugherio, originario di Chignolo Po e farmacista di professione, si attiverà per l'acquisto di Palazzo Ghirlanda come nuovo municipio. |
| 1874            | 1876            | Emilio Tizzoni              | | Sindaco                 | |
| 1876            | 1878            | Alessandro Sormani Andreani | | Sindaco                 | |
| 1878            | 1886            | Michele Veladini            | | Sindaco                 | Esponente di un'importante famiglia di possidenti terrieri nell'allora comune di Cassina Baraggia, Michele Veladini (fratello di Paolo, patriota) era di professione ragioniere. Sotto il suo mandato ci fu la realizzazione della seconda tratta del Canale Villoresi.                                                           |
| 1886            | 1888            | Francesco Viganò            | | Sindaco                 | |
| 1888            | 1890            | Angelo Decio                | | Sindaco                 | |
| 1890            | 1896            | Francesco Viganò            | | Sindaco                 | |
| 1891            | 1896            | Luigi Santini               | | Sindaco                 | |
| 1896            | 1905            | Carlo Viganò                | | Sindaco                 | |
| 1905            | 1910            | Giuseppe Dubini             | | Sindaco                 | Ingegnere nato a Menaggio ma originario di Milano, industriale di livello nazionale, fu sindaco in precedenza di Villalbese. Sotto il suo mandato iniziò il lento avviarsi dell'industrializzazione di Brugherio e il passaggio da centro agricolo ad uno protoindustriale con la diffusione delle leghe sindacali cattoliche     |
| 1910            | 1914            | Giovanni Ronchi             | | Sindaco                 | Sotto il mandato del brugherese e filandiere Giovanni Ronchi ci furono scioperi sindacali che interessarono l'intera città di Brugherio. |
| 1914            | 1914            | Angelo Cazzaniga            | | Sindaco                 | Sindaco eletto e mai entrato in carica |
| 1914            | 1920            | Giovanni Santini            | Anche lui filandiere, nemesi di Giovanni Ronchi, il giovane Giovanni Santini fu deputato ad amministrare Brugherio durante la Grande guerra, durante la quale fu chiamato sotto le armi, e a falsificare il bilancio per evitare disordini che colpirono altri centri protoindustriali siti nelle vicinanze | Sindaco                 | |
| 31 gennaio 1920 | 10 ottobre 1920 | Luigi Vernoni               | | Commissario prefettizio | |
| 1920            | 1923            | Marcello Gatti              | | Sindaco                 | Esponente del Partito Popolare Italiano, il fabbro Marcello Gatti fu l'ultimo sindaco ad essere eletto democraticamente prima dell'ascesa del fascismo |
| 1923            | 1924            | Camillo Orsi                | | Commissario prefettizio | |
| 1924            | 1925            | Federico Vigna              | | Commissario prefettizio | |
| 1925            | 1926            | Francesco Torrisi           | | Commissario prefettizio | |
| 1926            | 1943            | Ercole Balconi              | Partito Nazionale Fascista | Podestà                 | Durante il suo mandato quasi ventennale Brugherio si trasformò definitivamente in un centro protoindustriale, apportando miglioramenti alla viabilità e all'urbanistica, specialmente al campo dell'edilizia scolastica con la realizzazione della scuola elementare poi intitolata al maestro ucciso in Libia Federico Sciviero. |
| 1943            | 1944            | Stefano Agugiaro            | | Commissario prefettizio | |
| 1944            | 1945            | Giuseppe Pellerito          | | Commissario prefettizio | |
| 1945            | 1945            | Luigi Voltini               | | Commissario prefettizio | |
| 1945            | 1945            | Vincenzo Sangalli           | Democrazia Cristiana | Sindaco                 | Sindaco della Liberazione |
| 1945            | 1946            | Luigi Callegaris            | Democrazia Cristiana | Sindaco                 | |
| 1946            | 1950            | Francesco Pollastri         | Democrazia Cristiana | Sindaco                 | |
| 1950            | 1951            | Enrico Casati               | Democrazia Cristiana | Sindaco                 | |
| 1951            | 1961            | Antonio Meli                | Democrazia Cristiana | Sindaco                 | |
| 1961            | 1965            | Fernando Oriani             | Democrazia Cristiana | Sindaco                 | |
| 1965            | 1975            | Ettore Giltri               | Democrazia Cristiana | Sindaco                 | |
| 1975            | 1985            | Giuseppe Cerioli            | Partito Comunista | Sindaco                 | |
| 1985            | 1990            | Edoardo Teruzzi             | Democrazia Cristiana | Sindaco                 | |
| 1990            | 1995            | Andreina Recalcati          | Democrazia Cristiana | Sindaco                 | |
| 1995            | 1999            | Dario Pavan                 | Centro-sinistra | Sindaco                 | |
| 1999            | 8 giugno 2009   | Carlo Antonio Cifronti      | Centro-sinistra | Sindaco                 | |
| 9 giugno 2009   | 29 marzo 2012   | Maurizio Ronchi             | Lega Nord | Sindaco                 | |
| 30 marzo 2012   | 10 giugno 2013  | Maria Carmela Nuzzi         | | Commissario prefettizio | |
| 10 giugno 2013  | 16 maggio 2023  | Antonio Marco Troiano       | Partito Democratico | Sindaco                 | |
| 16 maggio 2023  | in carica       | Roberto Assi                | Brugherio Popolare Europea (Lista civica di centro-destra) | Sindaco                 | |

### Gemellaggi
- Le Puy-en-Velay[171]
- Atto formale di Amicizia tra il Comune di Brugherio ed il Comune di Prešov[171]
- Atto formale di Amicizia tra il Comune di Brugherio ed il Comune di Lugano[171]
- Atto formale di Amicizia tra il Comune di Brugherio ed il Comune di Resuttano (CL)[172]

## Sport

### Istituzione Centro Olimpia Comunale

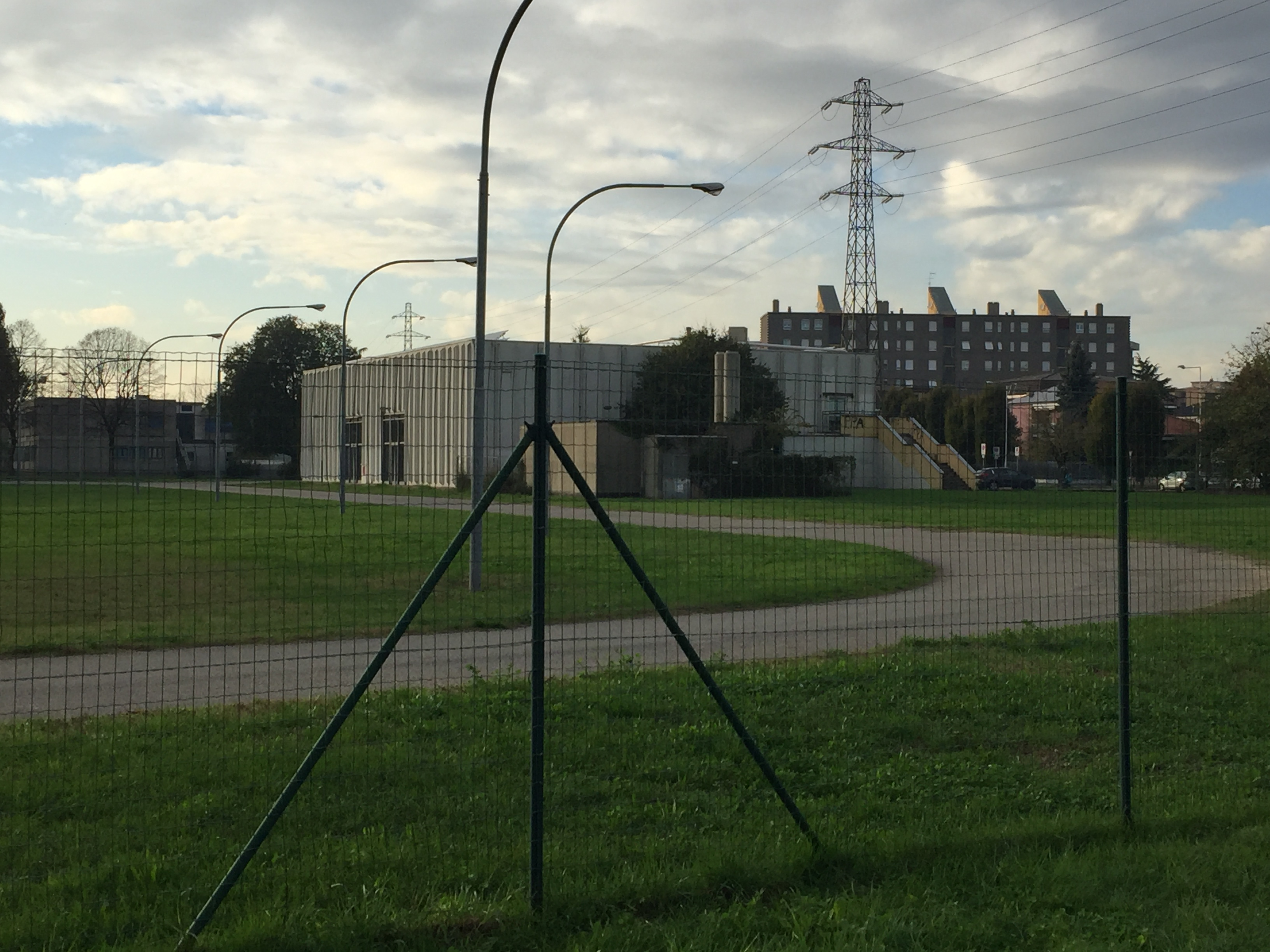
Il Centro Olimpia con la pista di atletica

Lo sport a Brugherio ha cominciato ad essere praticato in apposite strutture a partire dagli anni '70. Prima, difatti, c'erano strutture per privati o legate a grandi aziende come la Marzotto:
(Polli, pp. 221-222)
Fu però nel 1973 che si cominciò a parlare della costruzione di uno dei tanti Centri Olimpia che stavano sorgendo in Italia per iniziativa del governo centrale. A Brugherio, su iniziativa dell'assessore allo sport Ernesto Gadda e del CONI, viene creato a Brugherio, in prossimità del centro residenziale Edilnord, un luogo pubblico dove poter praticare esercizi all'aria libera e non solo (vi sono corsi di pallavolo, tennis, minivolley, basket, minibasket e ginnastica ritmica moderna), col fine di intendere lo sport «come strumento di educazione e formazione personale e sociale». Nel novembre del 1995 il centro fu municipalizzato.

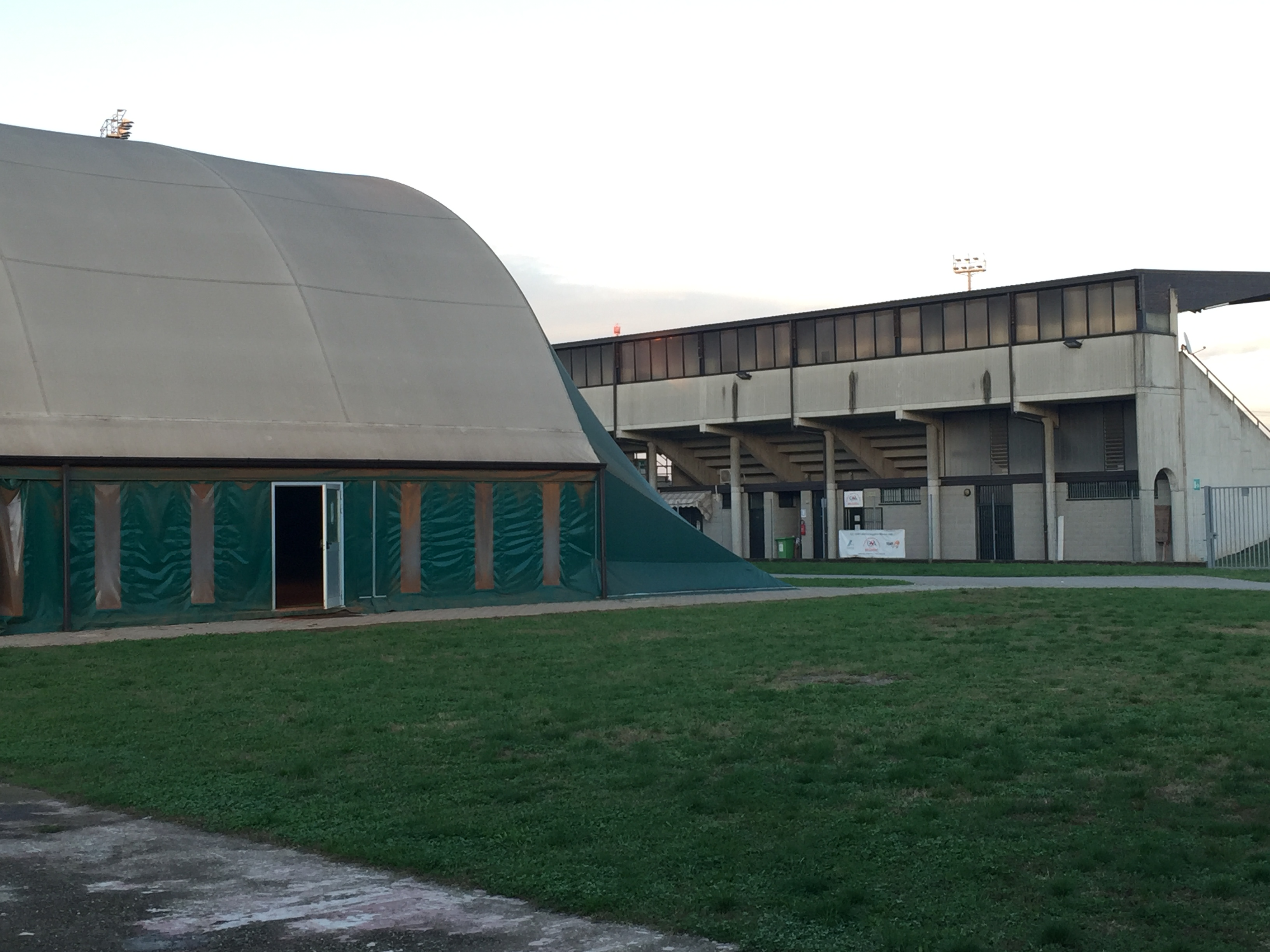
Particolare della tribuna e di uno dei campi da tennis coperto al Centro Sportivo Comunale

### Centro Sportivo Comunale
Sull'esperienza del Centro Olimpia, sempre negli anni '70 l'amministrazione guidata da Giuseppe Cerioli (1975-1985) decise di aprire un centro sportivo comunale al confine nord-est della città, lungo le attuali vie San Giovanni Bosco ed Aldo Moro. Progettato a partire dal 1978, il centro fu aperto l'11 ottobre del 1982. Il centro, che comprende sia un centro natatorio (ovvero la piscina comunale, inaugurata nel 1992) che uno legato al fitness e alle attività sportive (campi da tennis scoperti e coperti; due campi da calcio ed una pista di atletica leggera), è uno dei cuori pulsanti per chi pratica sport a Brugherio.

### Centro Sportivo Paolo VI
Appartenente alla Comunità Pastorale Epifania del Signore, opera a Brugherio dal 1975 e offre un ventaglio di pratiche sportive tra cui il basket, il volley, il pattinaggio a rotelle ed il calcio.

### Le società
Numerose sono le società sportive a Brugherio che spaziano per ogni disciplina. Tra le più significative, si ricordano per il calcio l'asd "Città di Brugherio", l' "all soccer Brugherio", la squadra di pallavolo dei Diavoli Rosa e l'Atletica Brugherio. Oltre a queste tre, tra le associazioni sportive storiche si ricordano la sezione del Club Alpino Italiano e la Società ciclistica Brugherio Sportiva.

### Esplicative
1. ↑  Si veda il lavoro compiuto da Sardi, dedicato alla figura e, quindi, anche al viaggio in mongolfiera di Paolo Andreani.
2. ↑  Tale manoscritto è stato trascritto ed introdotto da un cappello introduttivo nel 2016 dagli storici Luciana Tribuzio Zotti e Giuseppe Magni. Cfr. De Petri.
3. ↑  Per la bibliografia, si veda approfonditamente la voce ancillare. Qui si rimandano ai testi di Polli, Tribuzio Zotti 1986, Brugherio 2000 anni, Mancini e Porfidio.
4. ↑  Si narra che le colture di cereali, frumento e granoturco furono introdotte a partire dagli anni '60 del XVI secolo per volere di san Carlo (Mancini, p. 16)
5. ↑  Quest'ultima Impresa economico e sociale che è stata oggetto di studio da Brigatti in occasione del 150° della fondazione del Comune. Cfr. anche il video La Marzotto a Brugherio.
6. ↑  Per approfondire, cfr. il video su YouTube dedicato al Centro Olimpia Comunale: 43 anni di sport per tutti.

### Bibliografiche
1. 1 2   Bilancio demografico mensile anno 2025 (dati provvisori), su demo.istat.it, ISTAT.
2. ↑   Classificazione sismica (XLS), su rischi.protezionecivile.gov.it.
3. ↑   Tabella dei gradi/giorno dei Comuni italiani raggruppati per Regione e Provincia (PDF), in Legge 26 agosto 1993, n. 412, allegato A, Agenzia nazionale per le nuove tecnologie, l'energia e lo sviluppo economico sostenibile, 1º marzo 2011,  p. 151. URL consultato il 25 aprile 2012 (archiviato dall'url originale il 1º gennaio 2017).
4. ↑   AA. VV., Dizionario di toponomastica. Storia e significato dei nomi geografici italiani, Milano, Garzanti, 1996,  p. 103.
5. 1 2  Virgilio, p. 8.
6. ↑  Studio della componente geologica, A1 Caratterizzazione geologica e pedologica - morfologia e geomorfologia.
7. ↑  Bassi, p. 137.
8. ↑  Mariani-Sturani, p. 70.
9. ↑  Meteo.
10. ↑  Griffini, p. 101 §1:
«Vuolsi che il nome gli derivi da brugo, come si chiama in Lombardia l'erica, che altre volte copriva le sue campagne.»
11. ↑  Polli, pp. 11-12; 13-14.
12. ↑  Tribuzio Zotti 1986, pp. 14-15.
13. ↑  Fossati, pp. 16-20.
14. ↑  Brugherio 2000 anni, Parte I, capitolo III.
15. ↑  Tribuzio Zotti-Magni 2012, p. 34.
16. ↑  Cfr. il libro di Agliati al riguardo.
17. ↑  Regio decreto 9 dicembre 1866, n. 3395, in materia di "Regio decreto col quale è instituito nel circondario di Monza un nuovo comune colla denominazione di Brugherio."
18. ↑  Polli, pp. 106-108.
19. ↑  Polli, pp. 112-113.
20. ↑  Polli, pp. 116-118.
21. ↑  Polli, pp. 142-147.
22. ↑  Storia della Resistenza.
23. ↑  Polli 2024, pp. 99-100; 101-103; 104-105
24. 1 2   Brugherio, Milano, Lombardia, Italia, su Archivio Centrale dello Stato, Ufficio araldico,  busta 084, fascicolo 8758. URL consultato il 16 settembre 2021.
25. ↑  Porfidio, p. 29.
26. ↑   I Santi Magi di Don Damiano Grenci, su cartantica.it. URL consultato il 26 gennaio 2017.
27. ↑  Porfidio, pp. 56-57.
28. ↑   San Lucio Papa di Don Damiano Grenci, su cartantica.it. URL consultato il 26 gennaio 2017.
29. ↑  Porfidio, pp. 19-21.
30. ↑  Porfidio, pp. 50-51.
31. ↑  Porfidio, pp. 38-39.
32. ↑  Porfidio, pp. 46-47.
33. ↑  Porfidio, pp. 42-43.
34. ↑  Porfidio, pp. 54-55.
35. ↑   La chiesetta di San'Anna in San Damiano (PDF), su comune.brugherio.mb.it. URL consultato il 16 aprile 2015.
36. ↑  Porfidio, p. 52.
37. ↑   Enrico Sangalli, La chiesa di Sant'Anna di San Damiano (PDF), su parrocchie.it,  p. 68. URL consultato il 16 aprile 2015.
38. ↑  Porfidio, p. 53.
39. ↑  Porfidio, p. 67.
40. ↑   Filippo Magni, Amori, guerre padri spariti e una tomba fuori posto. Al cimitero vecchio con conoscibrugherio, in NoiBrugherio, 7 aprile 2017. URL consultato l'8 novembre 2019.
41. ↑   Morte di Filippo De Pisis, in Il Cittadino della Domenica, 14 aprile 1956.
42. ↑   Comune di Brugherio - Biblioteca Comunale - Cenni storici, su comune.brugherio.mb.it. URL consultato il 30 gennaio 2015 (archiviato dall'url originale il 30 gennaio 2015).
43. ↑  Mancini, p. 47.
44. ↑   Villa Brivio, su comune.brugherio.mb.it, Comune di Brugherio. URL consultato il 21 novembre 2019 (archiviato dall'url originale il 31 ottobre 2019).
45. 1 2  Mancini, p. 29.
46. ↑   Villa Somaglia, Balconi, su lombardiabeniculturali.it, LombardiaBeniCulturali, 14 ottobre 2016. URL consultato il 22 novembre 2019.
47. 1 2  Mancini, p. 44.
48. ↑   Villa Veladini Marzotto, su comune.brugherio.mb.it, Comune di Brugherio. URL consultato il 20 novembre 2019 (archiviato dall'url originale il 31 ottobre 2019).
49. ↑   Lombardia Beni Culturali. Architetture. Filanda di frazione Baraggia, su lombardiabeniculturali.it. URL consultato il 14 maggio 2016.
50. ↑   Brugherio: la nostra gente, Brugherio, Movimento Terza Età, 1992.
51. ↑   Sergio Zotti, La storia di Brugherio tra le ville e le cascine, in Brugherio,  p. 14.
52. ↑  Per esempio, le monache di Santa Caterina la Chiusa di Milano o i Secco Borella feudatari di Vimercate (sotto cui ricadeva la giurisdizione di Baraggia).
53. ↑   Luciana Tribuzio Zotti, Brugherio: luoghi memorabili, Brugherio, Parole Nuove, 1987.
54. ↑   Manuela Mancini, Brugherio: presente e passato, Milano, Swan, 1996.
55. ↑   Comune di Brugherio. La città. Cascine brugheresi, su comune.brugherio.mb.it. URL consultato il 10 aprile 2015 (archiviato dall'url originale il 7 luglio 2015).
56. ↑  Porfidio, p. 72.
57. 1 2  Mancini, p. 33.
58. ↑   Matteo Moreschini, Addio a Max Squillace, scultore di umanità, in NoiBrugherio, 11 settembre 2015. URL consultato l'8 novembre 2019.
59. ↑  Porfidio, p. 73.
60. ↑   Luigi Corbetta, Un sole splende per la pace, in Il Giorno, 20 novembre 2003.
61. ↑  Come nasce.
62. ↑   Parco della Media Valle Lambro, su cittametropolitana.mi.it, cittametropolitana. URL consultato il 9 novembre 2019.
63. 1 2  Parco Increa.
64. 1 2  Porfidio, p. 74.
65. ↑  Porfidio, p. 75.
66. ↑  Polli, p. 109.
67. ↑  Parco di Villa Fiorita.
68. ↑   Parco di Villa Brivio, su comune.brugherio.mb.it, Comune di Brugherio. URL consultato il 30 ottobre 2019 (archiviato dall'url originale il 30 ottobre 2019).
69. ↑  Tribuzio Zotti 1986, p. 49.
70. ↑  Tribuzio Zotti 1986, p. 41.
71. ↑  Tribuzio Zotti 1986, p. 60.
72. ↑  Tribuzio Zotti 1986, pp. 58-59.
73. 1 2 3   Comune di Cassina Baraggia, su lombardiabeniculturali.it. URL consultato il 16 aprile 2015.
74. ↑   comune di Moncucco, sec. XIV - 1757, su lombardiabeniculturali.it. URL consultato il 16 aprile 2015.
75. ↑   Comune di Cassina Baraggia, 1798-1809., su lombardiabeniculturali.it. URL consultato il 24 marzo 2015.
76. 1 2   comune di Moncucco; 1798 - 1811, su lombardiabeniculturali.it. URL consultato il 16 aprile 2015.
77. 1 2   Comune di Cassina Baraggia, 1859-1866., su lombardiabeniculturali.it. URL consultato il 24 marzo 2015.
78. ↑   comune di Moncucco1816 - 1859, su lombardiabeniculturali.it. URL consultato il 16 aprile 2015.
79. ↑   Comune di Moncucco 1859.1866, su lombardiabeniculturali.it. URL consultato il 16 aprile 2015.
80. ↑  Statistiche I.Stat ISTAT  URL consultato in data 28-12-2012..
Nota bene: il dato del 2021 si riferisce al dato del censimento permanente al 31 dicembre di quell'anno. Fonte:  Popolazione residente per territorio - serie storica, su esploradati.censimentopopolazione.istat.it.
81. ↑   Cittadini Stranieri 2020 - Brugherio (MB), su Tuttitalia.it. URL consultato il 13 aprile 2023.
82. ↑  Epifania del Signore, Storia.
83. ↑  Chiesa Evangelica Brugherio, La Nostra Storia.
84. ↑   Associazione Dei Testimoni Di Geova Di Brugherio - Brugherio, su misterimprese.it. URL consultato il 10 marzo 2018.
85. ↑  Polli, pp. 197-198.
86. 1 2   Cenni storici sulla biblioteca, su comune.brugherio.mb.it. URL consultato il 23 marzo 2018 (archiviato dall'url originale il 23 marzo 2018).
87. ↑  Polli, pp. 218-219.
88. ↑  Polli, p. 221.
89. ↑   Sistema Bibliotecario Nord Est Milano, su biblioclick.it. URL consultato il 23 marzo 2018 (archiviato dall'url originale il 23 marzo 2018).
90. ↑   Biblioteca Civica di Brugherio, su anagrafe.iccu.sbn.it, Anagrafe Biblioteche Italiane. URL consultato il 23 marzo 2018.
91. ↑  Sangalli, pp. 8-19.
92. ↑  Sangalli, p. 18.
93. ↑  Sangalli, p. 12.
94. ↑  Sangalli, p. 35.
95. ↑  Sangalli, p. 40.
96. ↑  Sangalli, p. 104.
97. ↑  Brugherio la nostra gente, p. 71.
98. ↑  Asilo Infantile, pp. 18-19.
99. ↑  Asilo infantile, p. 21.
100. 1 2  Asilo infantile, p. 29.
101. ↑  Asilo infantile, pp. 33-34
102. ↑  Sangalli, p. 144.
103. ↑  Sangalli, p. 161.
104. ↑   Comune di Brugherio - Scuole e Nidi di Brugherio, su comune.brugherio.mb.it. URL consultato il 18 aprile 2015 (archiviato dall'url originale il 2 giugno 2015).
105. ↑   Scuola di musica Luigi Piseri, su fondazionepiseri.it. URL consultato il 19 aprile 2015 (archiviato dall'url originale il 31 gennaio 2015).
106. ↑   Museo miscellaneo Galbiati, su beniculturali.it. URL consultato il 10 marzo 2018 (archiviato dall'url originale il 10 marzo 2018).
107. ↑   Museo Miscellaneo Galbiati, su comune.brugherio.mb.it. URL consultato il 10 marzo 2018 (archiviato dall'url originale il 10 marzo 2018).
108. ↑   Eleonora D'Errico, Il patrimonio artistico di Brugherio diventa (virtualmente) di tutti: inaugura il MIC, in mbnews, 14 marzo 2018. URL consultato il 23 marzo 2018.
109. ↑   Video presentazione Museo In Comune, su comune.brugherio.mb.it. URL consultato il 23 marzo 2018 (archiviato dall'url originale il 29 novembre 2019).
110. ↑  Beretta.
111. ↑   Comune di Brugherio - Notiziario Comunale, su comune.brugherio.mb.it. URL consultato il 30 gennaio 2015 (archiviato dall'url originale il 30 gennaio 2015).
112. ↑   Noi Brugherio, su noibrugherio.it. URL consultato il 30 gennaio 2015.
113. ↑   Archivio Noi Brugherio, su noibrugherio.it. URL consultato il 30 gennaio 2015.
114. ↑   Radio Proposta in Radio Jurassico, su daxmedia.net. URL consultato il 30 gennaio 2015.
115. ↑   QVC UNA STORIA DI SUCCESSO INTERNAZIONALE, su qvc.it. URL consultato il 20 aprile 2015.
116. ↑   Alessandra Ocarni, Torna la prosa al San Giuseppe. Finocchiaro e Monti sul palco, in NoiBrugherio, 2 novembre 2013.
117. ↑   Leonardo Manera, martedì sul palco del San Giuseppe: “Che passeggiate dall'Edilnord a Villa Fiorita…”, in NoiBrugherio, 20 febbraio 2015. URL consultato il 20 aprile 2015.
118. ↑   Giuseppe Fiorello - PENSO CHE UN SOGNO COSI'…, su sangiuseppeonline.it. URL consultato il 20 aprile 2015 (archiviato dall'url originale il 27 aprile 2015).
119. ↑   Silvia Arosio, San Giuseppe di Brugherio: la prossima stagione, su dietrolequinte.blogosfere.it, 21 agosto 2010. URL consultato il 20 aprile 2015 (archiviato dall'url originale il 27 aprile 2015).
120. ↑   Comune di Brugherio - Cinema e Teatro, su comune.brugherio.mb.it. URL consultato il 20 aprile 2015 (archiviato dall'url originale il 2 giugno 2015).
121. ↑  Si veda in generale a tal proposito il libro di Galbiati.
122. ↑  Cinquant'anni di arte, p. 21; per una trattazione più approfondita, cfr. Reali. e il video caricato su YouTube Comunità d'arte
123. ↑  Cinquant'anni di arte, p. 31.
124. ↑   Chi siamo, su bandasandamiano.it, Corpo Musicale S.Damiano S.Albino. URL consultato il 30 ottobre 2019.
125. ↑   Fondazione Piseri - Storia, su fondazionepiseri.it.
126. 1 2   Eventi ricorrenti - Festa sull'Aia, su comune.brugherio.mb.it. URL consultato il 20 aprile 2015 (archiviato dall'url originale il 28 ottobre 2012).
127. ↑   Festa di Occhiate, palio e polenta al vecchio mulino, in Noi Brugherio, 18 settembre 2014.
128. ↑  In occasione dell'Anno Santambrosiano del 1940, per esempio. Cfr. Tribuzio Zotti-Magni 2012, p. 79
129. ↑   Non si parte a caso, in L'Osservatore Romano, 30 settembre 2014. URL consultato il 30 ottobre 2019 (archiviato dall'url originale il 30 ottobre 2019).
130. 1 2 3 4  Le Frazioni di Brugherio.
131. ↑  Polli, p. 98.
132. ↑  Polli, pp. 98-99; per uno sguardo complessivo, cfr. Fossati
133. ↑  Polli, p. 99.
134. ↑  Polli, p. 100.
135. ↑  Polli, p. 101.
136. ↑  Polli, p. 238.
137. ↑  Edilnord.
138. ↑  Polli, p. 181; p. 190.
139. ↑  Polli, p. 190.
140. ↑  Bassi, pp. 184-185.
141. ↑  Mancini, pp. 16-17.
142. ↑  Cenni storici, attività produttive, p. 21.
143. 1 2  Polli, p. 94.
144. ↑  Polli, p. 117; Bassi, p. 192 riporta che i primi opifici sorsero addirittura negli anni '80
145. ↑  Polli, p. 144.
146. ↑  Bassi, p. 186.
147. ↑  Bassi, p. 193.
148. ↑  Polli, pp. 142-144.
149. ↑  Bassi, p. 174.
150. ↑  Polli, pp. 178-179; p. 183; Cenni storici e attività produttive, p. 21
151. ↑  Ditta la quale chiuderà i battenti dopo 70 anni di attività nel 2025. Vedasi  Candy si ferma, fine di un’epoca: saltano altri 100 posti di lavoro, addio per sempre alle lavatrici, su ilgiorno.it, Il Giorno. URL consultato il 31 gennaio 2025.
152. ↑  Barbieri, p. 92.
153. ↑  Barbieri, tabella, p. 245.
154. 1 2  Economia Brianza.
155. ↑  Aziende, Candy in testa, p. 9.
156. ↑   Istituti Clinici Zucchi - Brugherio, su grupposandonato.it, Gruppo San Donato. URL consultato il 10 novembre 2019.
157. ↑   Villa Paradiso, su villaparadisorsa.it. URL consultato il 10 novembre 2019.
158. ↑   Casa di riposo "Il Bosco in Città", su peranziani.it. URL consultato il 10 novembre 2019.
159. ↑  Polli, p. 211.
160. ↑   Filippo Magni, Metro, Milano pensa la fermata di superficie, in NoiBrugherio, 27 febbraio 2015. URL consultato il 9 novembre 2019.
161. ↑   Milano: prolungamenti della metropolitana verde fino a Brugherio e Vimercate, in Milanotoday, 3 marzo 2015. URL consultato il 9 novembre 2018.
162. ↑   Prolungamento M2 Brugherio [collegamento interrotto], su amat-mi.it.
163. ↑  Polli 2024, pp. 31-32
164. ↑  Polli 2024, p. 45; p. 48
165. ↑  Polli 2024, p. 51
166. ↑  Polli 2024, p. 53
167. ↑  Polli 2024, p. 63
168. ↑  Polli 2024, p. 64
169. ↑  Polli 2024, p. 67
170. ↑  Polli, p. 138.
171. 1 2 3   Scambi Internazionali, su comune.brugherio.mb.it. URL consultato il 23 marzo 2018 (archiviato dall'url originale il 16 dicembre 2019).
172. ↑   Giorgia Magni, BRUGHERIO – RESUTTANO IL LEGAME TRA LE DUE CITTÀ CELEBRATO DALLA MUSICA, in fuoridalcomune.it, 10 ottobre 2016. URL consultato il 23 marzo 2018.
173. ↑  Centro Olimpia, p. 15.
174. 1 2   Elisabetta Caprotti, Il Centro Olimpia diventa istituzione comunale, in Il Giorno, 1º dicembre 1995., riportato in Centro Olimpia, p. 53
175. 1 2  Strutture sportive.
176. ↑  Centro Olimpia, p. 87.
177. ↑  Polli, p. 222.
178. ↑  Polli, p. 226.
179. ↑  Polisportiva CGB.
180. ↑  Società sportive Brugherio.
181. ↑  Mancini, pp. 113-114; pp. 116-117.

### Monografie
- Raccolta ufficiale delle leggi e dei decreti del Regno d'Italia, Torino, Stamperia Reale, 1866, SBN LO11645274. URL consultato il 7 marzo 2018.
- L'Asilo Infantile "Umberto I e Margherita di Brugherio, Brugherio, Cooperativa Agricola di Consumo, 1999.
- sezione ANPI "F. Vergani" (a cura di), Storia della Resistenza a Brugherio: 25 luglio 1943-25 aprile 1945, Brugherio, la Litostampa, 2001, SBN LO10576814.
- Autori Vari, Amicizia, passione, successo: una storia che continua dal 1973, Brugherio, Centro Olimpia Brugherio, 2016.
- BruART : cinquant'anni di arte a Brugherio : galleria esposizioni Palazzo Ghirlanda Silva, 27 febbraio - 20 marzo 2016, Brugherio, Comune di Brugherio, Assessorato alle Politiche culturali e Partecipazione, 2016.
- Mario Agliati, Il tempietto di due Santi e di due città. Da Sant'Antonio da Padova in Lugano a San Lucio papa in Brugherio, Lugano, Città di Lugano, 1994, SBN LO10347789.
- Giacomo Bassi, Brugherio: storia, società, economia, 1966.
- Gianluca Brigatti, I Marzotto a Brugherio: storia di un'impresa che ha cambiato il volto della citta', Brugherio, Comune di Brugherio, 2015.
- Raffaele Cascella, Valerio Castronovo, Walter Fontana, Gian Maria Gros-Pietro, Giuseppe Mancosu, Romano Prodi, Giuseppe Turani, Brianza bella. L'industria al servizio della società, a cura di Gianni Barbieri, Monza, Associazione Industriali di Monza e Brianza, 1982, SBN RAV0127204.
- Comune di Brugherio. Cenni storici, attività produttive, Milano, Il Globo, 1986.
- (IT, FR) Marc'Antonio Dal Re, Ville di delizia o siano Palaggi camparecci nello Stato di Milano divise in sei tomi con espressivi le piante, e diverse vedute delle medesime incise e stampate da Marc'Antonio Dal Re bolognese, vol. 2, Milano, Alla Piazza de' Mercanti nel Portico superiore delle Scuole Palatine, 1726-1743, SBN LO1E016742.
- Paolo Antonio De Petri, Descrizione della terra e delle cassine che compongono la parrocchia e notizie storiche intorno alle medesime: Brugherio 1794, a cura di Luciana Tribuzio Zotti e Giuseppe Magni, Brugherio, Associazione Kairós e Comune di Brugherio, 2016.
- Marco Faragli e Angelo Marchesi (a cura di), "Gamba de Legn" e altri Tramway. I trasporti pubblici a Vimercate dal 1880, Missaglia, Bellavite, 1999, ISBN 88-86832-45-1.
- Edoardo Fossati, San Damiano: paese antico, Monza, Gruppo Vecchie Memorie, 2017, SBN LO11690977.
- Ottavia Galbiati, La Comunità d'Arte: gli artisti raccontano la rinascita di Villa Sormani, Brugherio, Comune di Brugherio, 2016.
- Elvio Guagnini, Aeronautica arcadica. I voli di Paolo Andreani nel «Giornale aerostatico» del marzo 1784 tra scienza, tecnica, letteratura e spettacolo, in Paolo Trivero (a cura di), Lumi inquieti: Amicizie, passioni, viaggi di letterati nel Settecento, Torino, Accademia University Press, 2012,  pp. 195-202, ISBN 978-88-97523-25-3.
- Tina Magni, Brugherio: il suo territorio, 2000 anni di storia; il suo Comune, 100 anni di feconda attività, Brugherio, Comune di Brugherio, 1966.
- Tina Magni, Paolo Andreani. Primo aeronauta italiano Brugherio 1784-1984, Brugherio, Lions Club, 1984, SBN LO11345421.
- Manuela Mancini, Brugherio: Presente e Passato, Milano, Swan, 1996, ISBN 88-86464-08-8.
- Luigi Mariani e Ervinio Sturani, Il concorso determinante del clima, in Giorgio G. Negri, Vincenzo Angileri, Cata Caccini, et alii (a cura di), Comprendere il paesaggio: studi sulla pianura lombarda, Milano, Electa, 1998, ISBN 88-435-6713-6.
- Movimento Terza Età (a cura di), Brugherio la nostra gente, Tipolitografia Brambilla, Comune di Brugherio, 1992, SBN LO11755825.
- Movimento Terza Età (a cura di), Cento anni di famiglia a Brugherio, Brugherio, Comune di Brugherio, 1996.
- Carlo Perogalli, La cascina della bassa d'origine feudale e privata, in Cascine del territorio di Milano, Milano, Ente provinciale per il turismo, 1975,  pp. 46-58, SBN MIL0531396.
- Christian Alberto Polli, Storia di Brugherio : vademecum per vecchi e nuovi brugheresi, Brugherio, 2016.
- Christian Alberto Polli, Nel segno dei Noseda: storie dei sindaci e degli amministratori brugheresi dal 1867 al 1999, Brugherio, Comune di Brugherio, 2024.
- Vicky Porfidio, Brugherio, i suoi luoghi, la sua storia - 225º anniversario del primo volo italiano in mongolfiera con uomini a bordo, Brugherio, Comune di Brugherio, 2009.
- Federica Reali (a cura di), La Comunità d'Arte: storia di un'esperienza culturale a Brugherio (1971-1975), Brugherio, Comune di Brugherio - Assessorato alla Cultura, 2017.
- Anna Sangalli, Brugherio va a scuola: 1809-1945: il racconto di un'alfabetizzazione, Brugherio, Comune di Brugherio, 2016.
- Giuseppe Gabriele Sardi, Scritti di viaggio di Paolo Andreani: osservazioni di un Conte irrequieto, Brugherio, Comune di Brugherio, 2016, SBN LO11869687.
- Anna Maria Sibilla, La cascina di sant'Ambrogio di Brugherio, SBN MIL0466533.
- Luciana Tribuzio Zotti, Brugherio nei documenti, Brugherio, circolo culturale Paolo Grassi, 1986, SBN MIL0511906.
- Luciana Tribuzio Zotti e Giuseppe Magni, Una città nel segno dei Magi, Brugherio, Associazione Kairós, 2012, SBN LO11464157.
- Calogero Cannella e Laura Valli, Il tempietto di Moncucco: restauro e considerazioni sull'ex Oratorio di San Lucio dei Conti Andreani-Sormani in Brugherio, già Cappella di S. Antonio presso il Convento di S. Francesco in Lugano, Lugano-Brugherio, Città di Lugano-Città di Brugherio, 1994, SBN LO10347804.
- Letizia Vergnano, ANDREANI, Paolo, collana Dizionario Biografico degli Italiani, vol. 3, Roma, Istituto della Enciclopedia Italiana, 1961, SBN RAV0018860. URL consultato il 27 gennaio 2016.
- Giovanna Virgilio, Brugherio: percorsi tra storia e arte, Milano, Isal, 2004, SBN LO11080143.

### Periodici e articoli
- Notiziario Comunale, Brugherio, Comune di Brugherio, 1971-oggi, SBN CFI0397623.
- Giselda Garbarino, Presentato "il paese degli Afghani", di Luciano Rossi. Cima Brugherio, quota 5500, in Corriere della Sera, 6 marzo 1986,  p. 28.
- Da NoiBrugherio:
  -  Aziende, Candy in testa alla classifica dei fatturati, in NoiBrugherio, Brugherio, Kairòs, 10 dicembre 2017,  p. 9.

### Libri anonimi
- Storia economico-amministrativa-sociale-urbanistica-demografica del territorio e della popolazione di Brugherio, 1475-1936, Brugherio, Comune di Brugherio, 1966.